# Stade toulousain
Cet article traite de l'équipe masculine de rugby à XV. Pour l'équipe féminine, voir l'article Stade toulousain (féminines).
Maillots
Actualités
Dernière mise à jour : 10 juin 2025.
Le Stade toulousain est un club de rugby à XV français fondé en 1907 et basé à Toulouse. C'est la principale section du club omnisports du même nom.
Le club, domicilié au stade Ernest-Wallon, a remporté vingt-quatre fois le championnat de France et six fois la Coupe d'Europe. Il est le plus titré dans les deux compétitions.

## Histoire

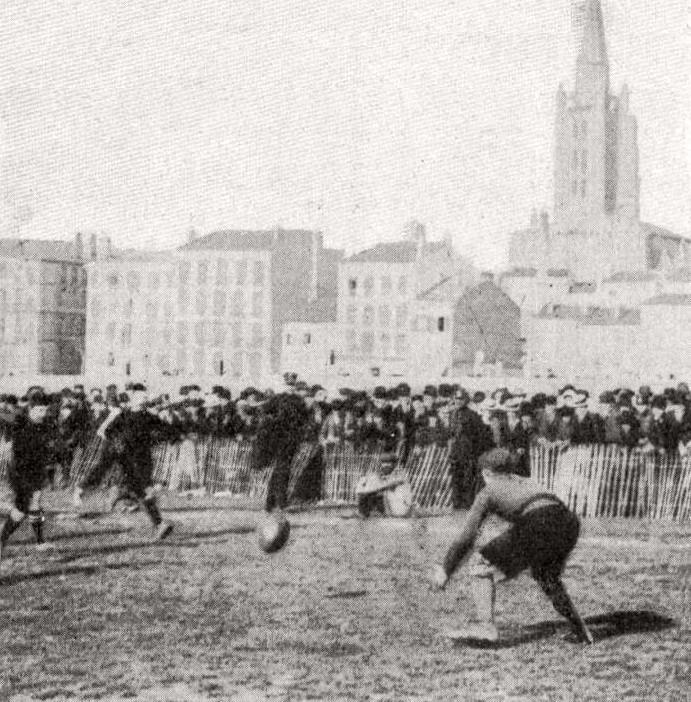
1903, l'arrière Saulnier du Stade français vient à l'encontre du ballon dribblé par les joueurs du SOE Toulouse (Prairie des Filtres).

Le rugby à XV fait son apparition à Toulouse en 1893 et  ce sont des lycéens qui disputent la première partie dans la ville rose. Les premiers clubs se forment dans les années 1890. Ce sont notamment les étudiants qui pratiquent ce sport dont l'existence en France est toute récente (1872). En 1896, le club « Sans soucis » est fondé et est très vite rebaptisé Stade olympien des étudiants de Toulouse (SOET) en 1897. Il regroupe des étudiants de toutes les disciplines. Il se scinde bientôt puisque l'Union sportive de l'École Vétérinaire (USEV) de Toulouse voit le jour en 1899. À ces deux clubs s'ajoutent le Sport athlétique toulousain (SAT).
Néanmoins, le SOET est le club principal de la ville et le 26 avril 1903, au stade de la Prairie des Filtres à Toulouse, devant 5 000 spectateurs, il s'incline face au Stade français en finale du championnat de France, sur le score de 16 à 8.
En 1905, l'USEV (couleur grise) et le SAT (couleurs jaune et noir) fusionnent pour s'appeler le Véto-sport toulousain (maillot gris, culotte noire).
Le 2 mai 1907, les deux clubs se réunissent rue de Rémusat, dans l'amphithéâtre de la faculté des Lettres. Le Stade olympien et le Véto-sport approbent les statuts de la fusion donnant naissance au Stade olympien des étudiants Véto-sport toulousain (SOEVST) qui sera raccourci la saison suivante en Stade toulousain. La même année, l'association des « Amis du Stade », regroupant quelques notables, et notamment Ernest Wallon et Charles Audry, achète un terrain de sept hectares dans le quartier des Ponts-Jumeaux et y fait construire le premier stade du club, le stade des Ponts-Jumeaux qui sera remplacé par l'actuel stade Ernest-Wallon en 1980. Le nouveau club toulousain dispute son premier match le dimanche 20 octobre 1907 contre l'US Bergerac (victoire 27 à 4).

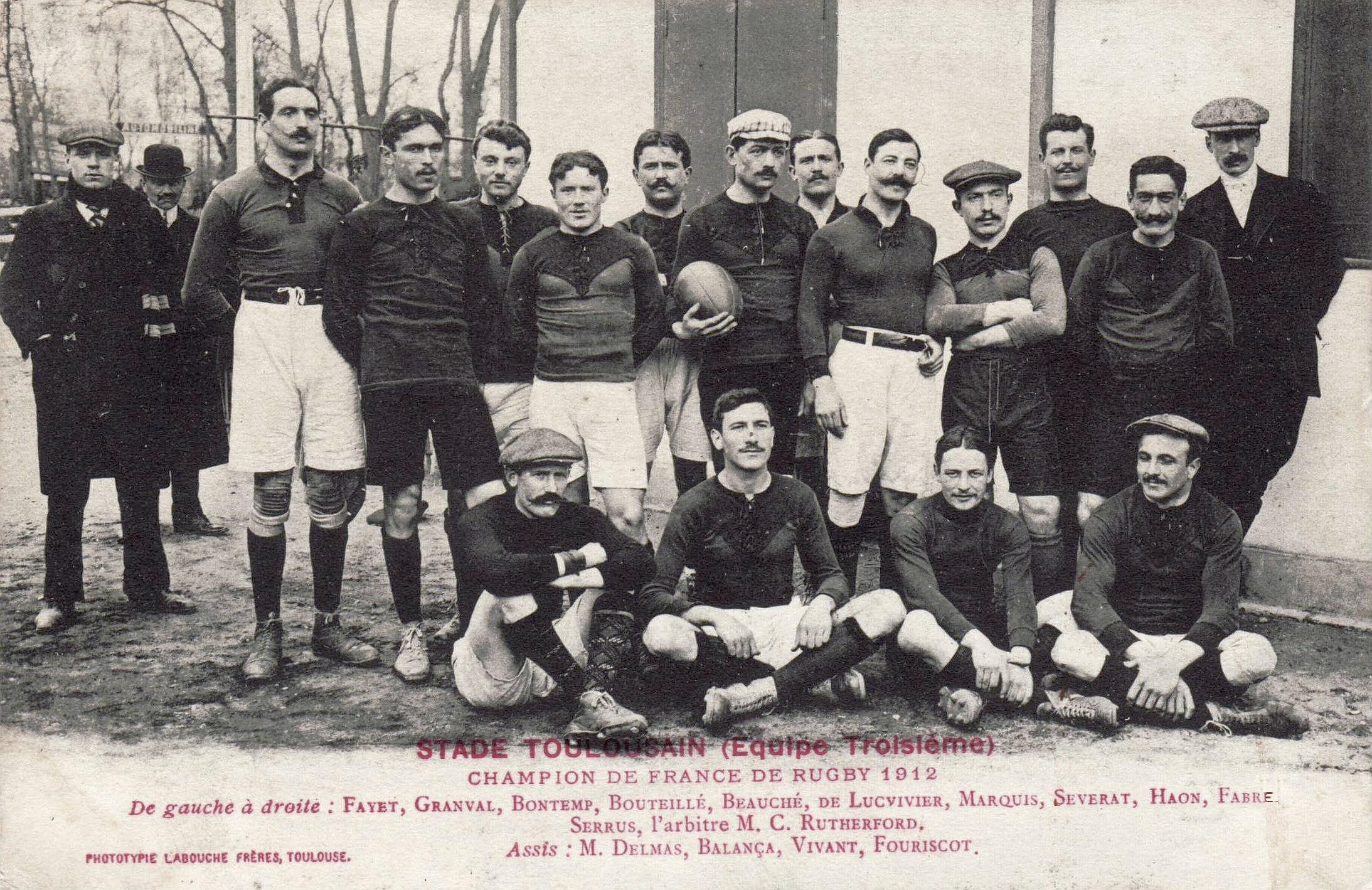
L'équipe troisième championne 1912.

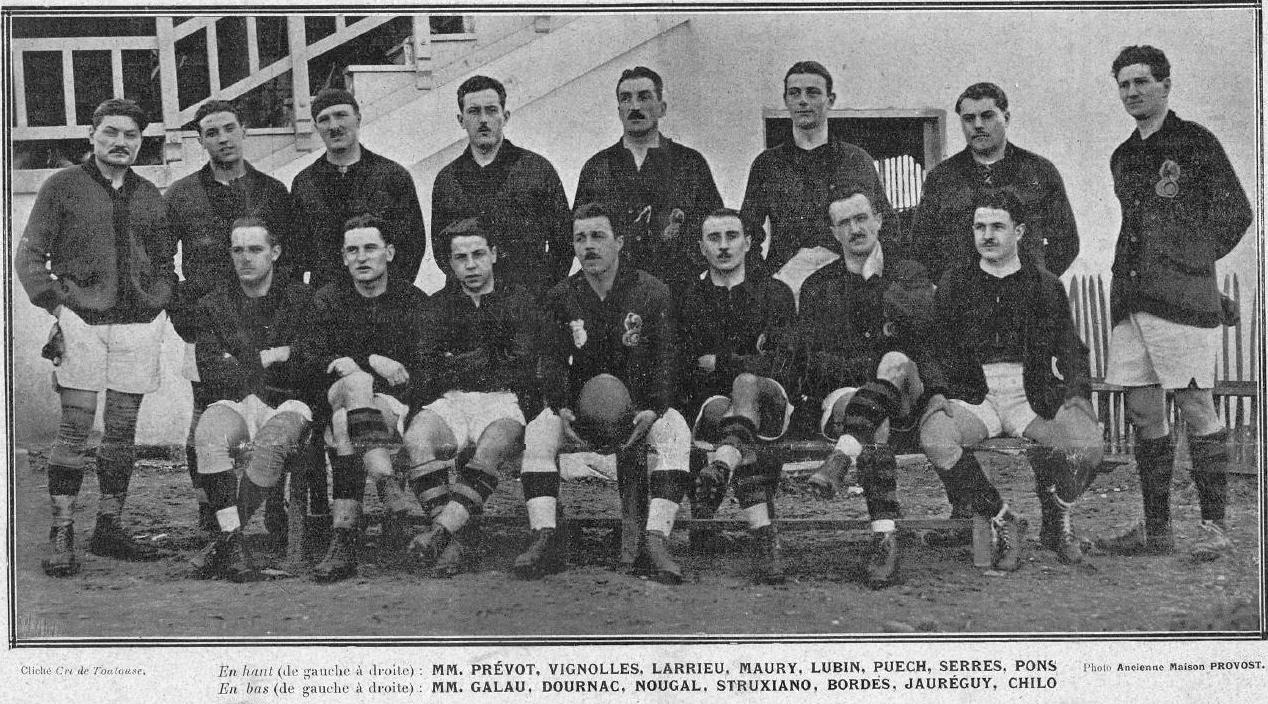
Les champions de 1922.

Le 31 mars 1912, le Stade toulousain bat à domicile le Racing club de France, sur le score de 8 à 6. Ce premier titre de champion de France vient clore une saison durant laquelle le club, invaincu, est surnommé la « Vierge Rouge ».
Pendant la Première Guerre mondiale, de nombreux joueurs du Stade toulousain servent dans l'armée française. Environ quatre-vingts sont morts dans les tranchées au cours des batailles de Verdun, de la Somme, etc. De nombreux joueurs étaient alors champions de France 1912, et faisaient partie de l'équipe surnommée « la Vierge rouge ». Parmi eux, Alfred Mayssonnié, demi de mêlée et maître à jouer du Stade toulousain, est mort au début du conflit lors de la bataille de la Marne, le 6 septembre 1914 âgé seulement de trente ans ; il est enterré par son ancien coéquipier stadiste Pierre Mounicq, médecin auxiliaire dans le régiment de Montauban et pilier du Stade toulousain, qui survécut à la Grande Guerre. Parmi les joueurs toulousains morts pendant la guerre figurent Jean-Marc Barrau, Joseph Servat, Charles Verdier ou encore l'aviateur André Mouline. D'autres joueurs ont pu rejouer au rugby à la suite de ces douloureux événements. Par exemple, Marcel-Frédéric Lubin-Lebrère malgré un éborgnement à la bataille de la Somme en 1916, rejoua avec le XV de France en 1920.
Il a fallu attendre dix ans pour voir le Stade toulousain empocher un nouveau titre en 1922.
De 1922 à 1927, il remporte cinq championnats sur les six disputés.
Le rugby français est alors taraudé par les tensions entre tenants de l'amateurisme, ceux du professionnalisme et ceux que l'on qualifie alors d'amateurs marrons. Tenant de l'amateurisme, ne pouvant supporter les dérives d'alors du sport, le Stade toulousain fait sécession en compagnie des autres principaux clubs de l'élite, pour composer l'UFRA en 1931. Absent du championnat de France de la Fédération française de rugby il ne peut y défendre son titre. Le championnat de France étant tout de même organisé en l'absence des meilleurs clubs d'alors est remporté en 1931 par le RCT et en 1932 par le LOU.
Pendant cette période le Stade toulousain remporta par deux fois le championnat organisé par l'UFRA, sécessionniste de la Fédération française de rugby, nommé tournoi des douze en 1931 puis des quatorze en 1932.
Malgré un bref renouveau dans l'immédiat après-guerre (« l’Équipe des Bouchers », invaincue durant la saison 1947), il faut attendre le milieu des années 1980 pour que le club redevienne l'élément phare du championnat français.

Mosaïque de la chapelle d'axe de la basilique Saint-Sernin de Toulouse dédiée à Saint Thomas d'Aquin.

Dans les années 1950, un dirigeant du Stade, Lucien Cézéra, a l’idée de créer un logo pour le club. Il trouva son inspiration dans la basilique Saint-Sernin de Toulouse où, dans une chapelle dédiée à Saint Thomas d'Aquin qui fut créée lorsque ses reliques y ont été provisoirement déposées, se trouve une mosaïque d'une étonnante ressemblance avec le logo du club rouge et noir.
Depuis 1985, le Stade toulousain est l'un des tout meilleurs clubs d'Europe. Il a ainsi soulevé le Bouclier de Brennus à treize reprises, dont quatre consécutives de 1994 à 1997. Il est également le premier club à gagner la Coupe d'Europe en 1996. Avec six titres continentaux, le Stade toulousain est le club le plus titré en Coupe d'Europe.
Depuis 112 ans après sa création, le Stade a remporté 22 titres de champion de France, les deux titres de l'UFRA, six Coupes d'Europe, possède un stade de 19 500 places avec une moyenne de 18 385 spectateurs par match, 9 578 abonnés (en 2006-2007), 250 entreprises partenaires, 117 internationaux[réf. nécessaire].
À la suite des attentats du 13 novembre 2015, les membres du club ont repris La Marseillaise en hommage aux victimes, avant le match de Coupe d'Europe face aux Saracens qui se jouait le lendemain du drame devant le public britannique. Pour cette occasion, les joueurs étrangers du Stade toulousain avaient appris l'hymne national français.

## Image et identité

### Couleurs et maillots

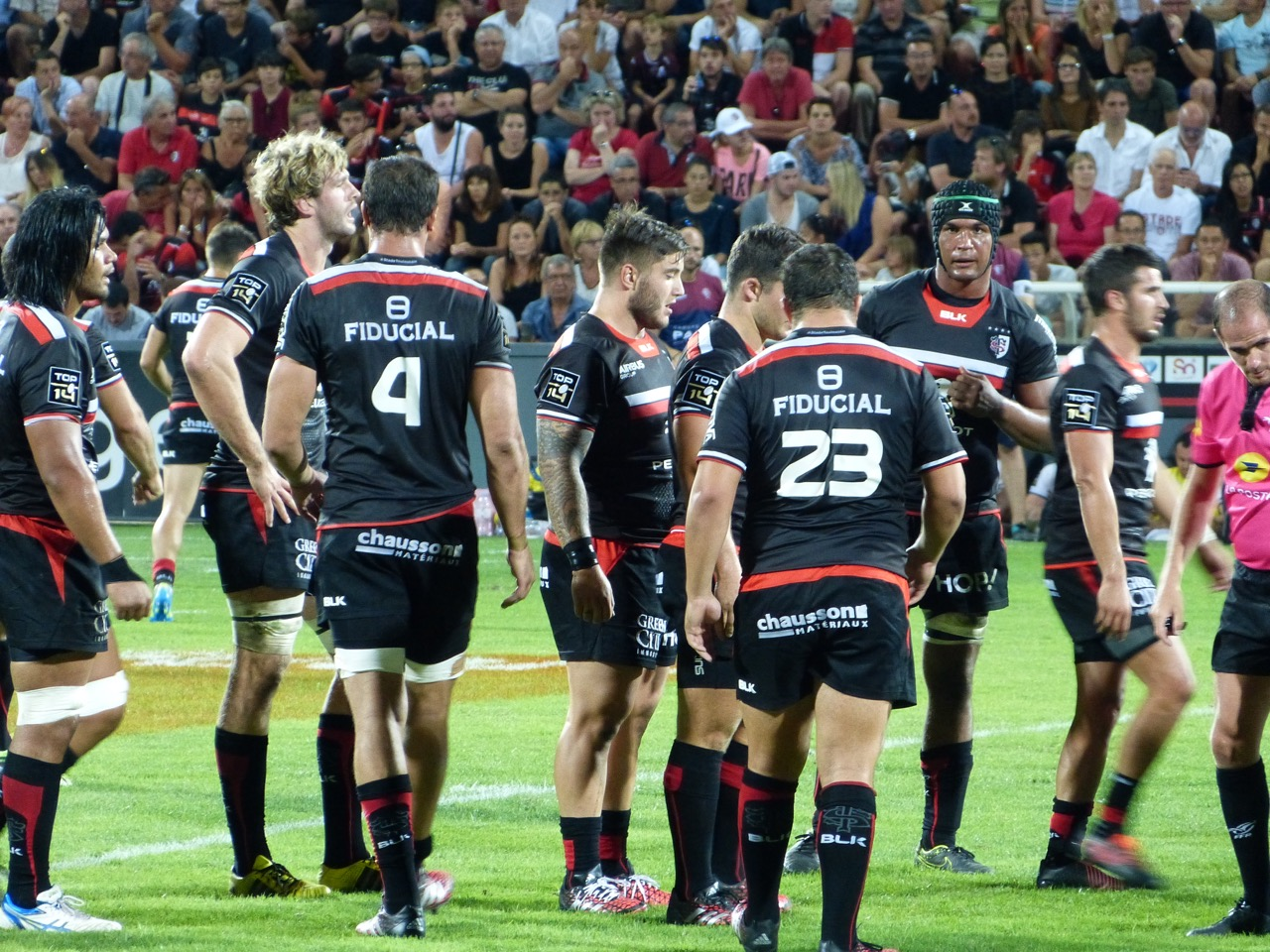
Le Stade toulousain et son capitaine Thierry Dusautoir contre l'Union Bordeaux Bègles le 27 août 2016.

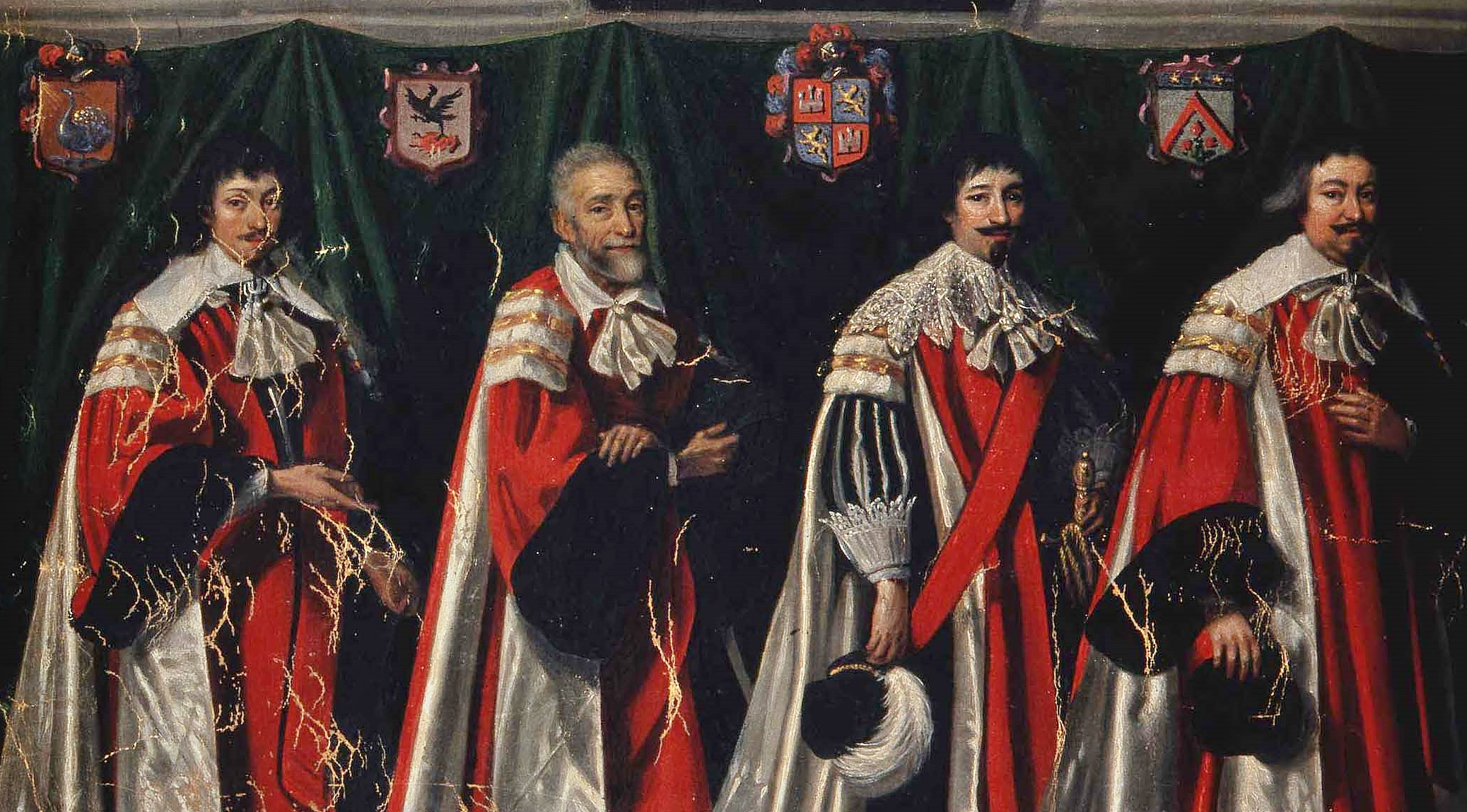
Costume traditionnel des capitouls (Annales manuscrites de la ville de Toulouse).

Les Toulousains jouent traditionnellement en rouge et noir, les couleurs du SOET. C'étaient les couleurs des Capitouls, les anciens conseillers municipaux. Le maillot blanc est apparu plus tard dans les années 1920 comme maillot extérieur. Au fil des ans, le maillot gris apparaît également, certainement un hommage au Véto-sport. La seule entorse à ces couleurs est le maillot rose pâle utilisé tout au long de l'année 2007, qui pour célébrer le centenaire du club, rend hommage à la « Ville rose » qui en est le berceau.
Le maillot actuel est fabriqué par la société Nike et sponsorisé principalement par Peugeot à côté d'autres.
Le 19 octobre 1996, lors d'un match de Coupe d'Europe entre Cardiff RFC et Toulouse, Peugeot apparaît sur le maillot rouge et noir, une première et début d'une longue fidélité. Le rugby se professionnalise en 1998.
Le logo du club, porté sur le maillot, est constitué des lettres « S » et « T » entrelacées. Il est la copie fidèle du sigle de Saint Thomas dans la basilique Saint-Sernin,.

### Style de jeu
Sa philosophie de jeu « jeu de main, jeu de Toulousain » est reconnue par le monde du rugby comme proche d'un « rugby total ». Dans leur ouvrage éponyme Jeu de main, jeu de Toulousain paru en 2013, Gérard Schaller et Pierre Villepreux le définissent ainsi :

« Rares sont les clubs qui ont donné leur nom à une technique, comme le Stade de Reims et le corner « à la rémoise » au football. Le Stade Toulousain a fait mieux : il a défini un style, une forme de jeu globale et non une simple et fugace phase tactique, qui est devenu sa marque de fabrique et même son identité. Le « jeu à la toulousaine », fait de mouvement et de fluidité dans la circulation du ballon, s'est imposé comme une référence dans le rugby à partir des années 1980. »

### Relations et rivalités professionnelles
Depuis 1923, le Rugby club toulonnais joue en rouge et noir ; à cette date, ils n'avaient pas de maillots et le Stade toulousain leur en offrit afin de jouer le match prévu. En reconnaissance à leur générosité, les Toulonnais ont conservé ces couleurs.
Au mois de décembre 2010, le Stade toulousain et le Racing Métro 92 annoncent qu'ils créent conjointement un trophée, le Trophée de Coubertin, qui sera remporté chaque année par le vainqueur de la double confrontation entre les deux équipes au cours de la saison régulière et conservé pendant un an. Le 22 décembre 2017, le trophée de Coubertin est renommé « trophée Bouscatel - Coubertin » en l'honneur de René Bouscatel.
Du fait de la proximité géographique des villes de Toulouse et de Castres, les deux clubs professionnels entretiennent une rivalité dans un match souvent qualifié de « derby ». Ce match met alors en opposition la « petite ville » où évolue le Castres olympique et la grande métropole où évolue le Stade toulousain. L'image du « petit » face au « gros » est également amplifiée par une différence budgétaire et une différence de palmarès. La rivalité entre les deux clubs apparaît dans les années 1990, et prend de l'ampleur dans les années 2010, période durant laquelle Toulousains et Castrais s'affrontent régulièrement en phases finales du championnat de France (finale 1995, demi-finales 2001, 2012, 2022, barrages 2010, 2018). La rivalité est amplifiée par le nouvel équilibre sportif entre les deux clubs, aux dépens de derbys plus anciens (Montauban, Colomiers…). En effet, l'installation du Castres olympique au plus haut niveau national depuis 1989, où évolue le Stade toulousain depuis bien plus longtemps, permet d'augmenter la rivalité sportive entre les deux clubs sur cette période,.

### Relations locales
Pour promouvoir le rugby et le club, le Stade toulousain délocalise certains entrainements dans les clubs de rugby amateurs de la région. C'est le cas notamment de Castanet, Blagnac, Balma ou encore Saverdun,,.

## Palmarès
Le tableau suivant récapitule les performances du Stade toulousain dans les diverses compétitions françaises et européennes.
| Compétitions internationales | Compétitions nationales | Compétitions nationales disparues |
| --- | --- | --- |
| Coupe d'Europe de rugby à XV/Champions Cup - Vainqueur (6) : 1996, 2003, 2005, 2010, 2021, 2024 - Finaliste (2) : 2004, 2008 | Championnat de France de rugby à XV - Champion (24) : 1912, 1922, 1923, 1924, 1926, 1927, 1947, 1985, 1986, 1989, 1994, 1995, 1996, 1997, 1999, 2001, 2008, 2011, 2012, 2019, 2021, 2023, 2024, 2025 - Finaliste (7) : 1909, 1921, 1969, 1980, 1991, 2003, 2006 | Coupe de France de rugby à XV - Vainqueur (4) : 1946, 1947, 1984, 1998 - Finaliste (2) : 1949, 1985 Challenge Yves du Manoir - Vainqueur (4) : 1934, 1988, 1993, 1995 - Finaliste (2) : 1971, 1984 Coupe de l'Espérance - Vainqueur (2) : 1916, 1940, - Finaliste (1) : 1917 Tournoi de l'Union française de rugby amateur - Vainqueur (2) : 1931, 1932 Challenge de Coubertin - Vainqueur (1) : 1912                                                                                       |
| Compétitions de jeunes | Compétitions régionales | Tournois amicaux |
| Coupe de l'Avenir - Vainqueur (3) : 1916, 1917, 1918 Championnat de France Espoirs - Champion (5) : 1994, 1995, 2003, 2021, 2023 - Finaliste (2) : 2022, 2025 Championnat de France Reichel A - Champion (8) : 1948, 1988, 1989, 1990, 1991, 1994, 1995, 2002 Championnat de France Crabos - Champion (10) : 1957, 1966, 1997, 1999, 2000, 2004, 2005, 2013, 2022, 2023 Championnat de France Alamercery - Champion (10) : 1999, 2000, 2002, 2008, 2010, 2011, 2012, 2013, 2014, 2015 - Finaliste (2) : 2022, 2023 Challenge Gaudermen - Vainqueur (12) : 1964, 1988, 1995, 1997, 2001, 2002, 2003, 2007, 2009, 2010, 2013, 2019 - Finaliste (5) : 1990, 1993, 1996, 2000, 2023 et 2024 Superchallenge de France des minimes - Vainqueur (9) : 1986, 1987, 1989, 2001, 2002, 2003, 2008, 2009, 2012 Challenge Yves du Manoir des minimes - Vainqueur (4) : 2005, 2006, 2007, 2008 | Championnat des Pyrénées de première division - Champion (17) : 1909, 1912, 1913, 1914, 1920, 1921, 1922, 1923, 1924, 1925, 1926, 1928, 1929, 1930, 1937, 1938, 1939 - Finaliste (5) : 1910, 1911, 1927, 1935, 1941                                             | International Masters Matra - Vainqueur (2) : 1986, 1990 Trophée des champions - Vainqueur (1) : 2001 Challenge Antoine Béguère - Vainqueur (5) : 1968, 1969, 1972, 1975, 1984 Bouclier d'automne - Vainqueur (1) : 1981 - Finaliste (2) : 1971, 1977 Challenge du club complet - Vainqueur (11) : 1985, 1987, 1988, 1989, 1992, 1994, 1995, 1997, 1999, 2000, 2001 Challenge Club Loyal - Vainqueur (1) : 1989 Trophée des Sports du Conseil régional Midi-Pyrénées - Vainqueur (1) : 2005 |

Stade olympien des étudiants toulousains :
- Championnat de France de rugby à XV
  - Finaliste (1) : 1903

### Championnat de France de rugby à XV

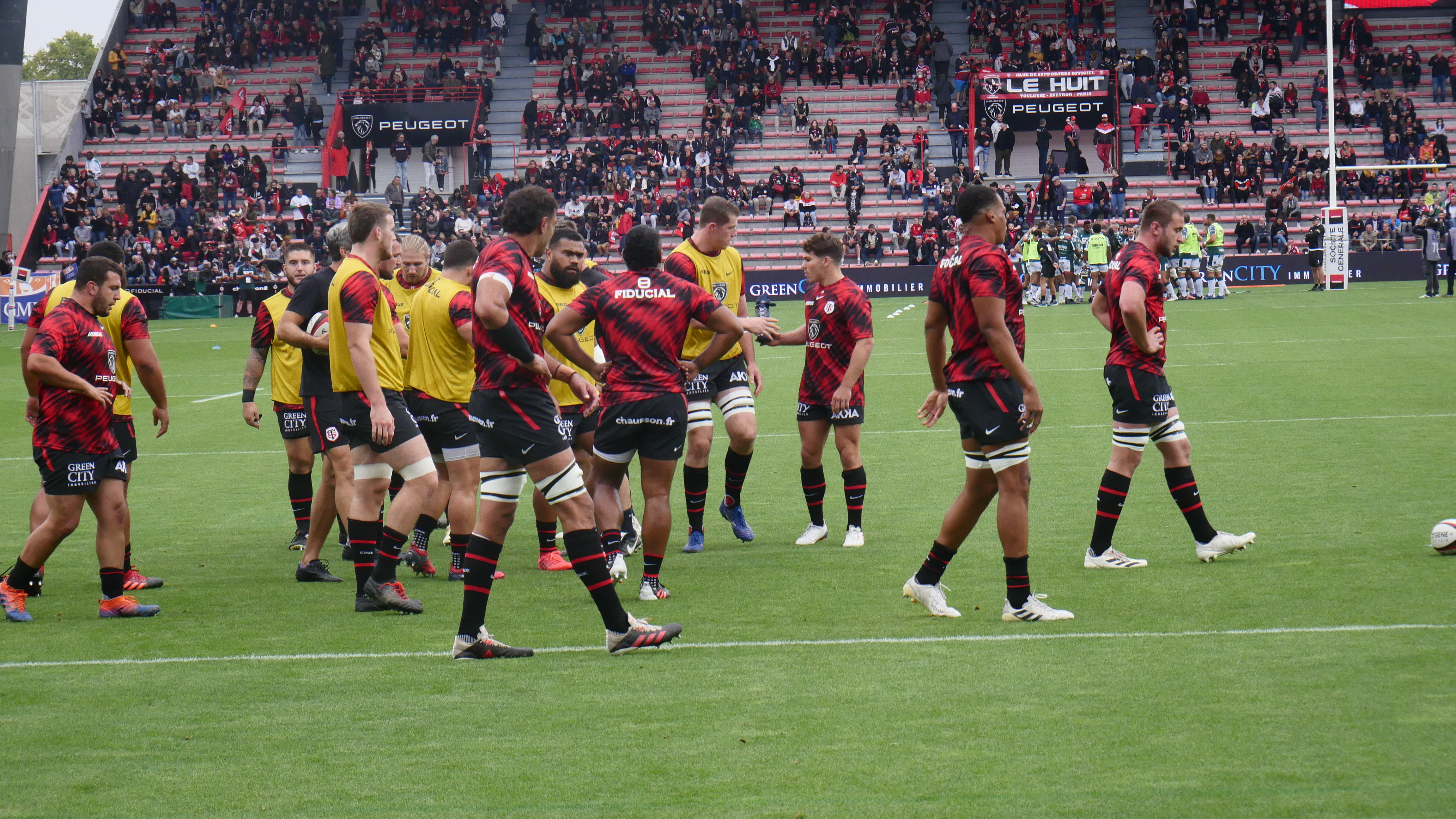
Joueurs du Stade toulousain à l'échauffement avant un match de la saison de Top 14 2021-2022 face au CA Brive.

Toulouse occupe la première place au palmarès du championnat. Vainqueur du titre à vingt-quatre reprises (devant les quatorze boucliers du Stade français et les onze titres de l'AS Béziers), le Stade toulousain a toujours atteint les demi-finales entre 1994 et  2013 ce qui constitue un record.
On pourrait également compter les années 1931 et 1932 où le Stade toulousain remporta par deux fois le championnat organisé par l'UFRA, sécessionniste de la Fédération française de rugby, championnat qui regroupa les douze puis les quatorze meilleures équipes de France.
Le championnat de France étant tout de même organisé en l'absence de ces équipes, et fut remporté en 1931 par le RCT et en 1932 par le LOU.
En effet, après sa défaite en quart de finale 1993 où les Toulousains avaient manqué les demi-finales après une défaite face aux « Mammouths » de Grenoble en prolongation 19 à 17, ce n'est qu'en 2014 que le club s'incline en match de barrage contre le Racing Métro, lui ôtant l’accession à la demi-finale.

### Coupe d'Europe de rugby à XV

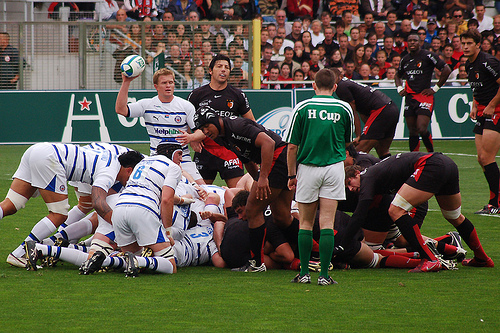
Bath-Stade toulousain le 12 octobre 2008.

Les Toulousains ont souvent brillé en Coupe d'Europe depuis sa création en 1996 puisqu'ils terminent vainqueurs de la première édition, avant de l'emporter à cinq autres reprises. Finalistes malheureux en 2008, ils ont cependant toujours disputé la « grande » Coupe d'Europe (sauf en 2017-2018 où ils participent au Challenge européen).
Ils partagent donc le record de participations avec quatorze saisons européennes consécutives avec le Munster, le Leinster, l'Ulster, les Ospreys ; le Stade toulousain est également le club ayant disputé le plus de matches dans cette compétition (110), marqué le plus grand nombre d'essais et de points.
En 1998, l'équipe a inscrit le plus grand nombre d'essais sur un match (seize), le plus grand nombre de points (108), et réussi la marge la plus importante (de 92 points), lors de la rencontre face à l'équipe galloise d'Ebbw Vale.
À titre individuel, Vincent Clerc détient le record du plus grand nombre d'essais marqués dans la compétition. Au 10 avril 2011, avec 32 essais inscrits en 62 rencontres disputées de 2002 à 2011, il dépasse de trois unités le Gallois Dafydd James (29 essais en 60 rencontres de 1996 à 2008).
| Rang | Club             | Titres | Finales | Demi-finales | Quarts de finale | Années de sacre                                                  | Années de finale perdue |
| ---- | ---------------- | ------ | ------- | ------------ | ---------------- | ---------------------------------------------------------------- | ----------------------- |
| 1    | Stade toulousain | 6      | 2       | 3            | 2                | 1995-1996, 2002-2003, 2004-2005, 2009-2010, 2020-2021, 2023-2024 | 2003-2004, 2007-2008    |

## Les finales du Stade toulousain
On accède à l'article qui traite d'une saison particulière en cliquant sur le score de la finale.

### Équipe senior

#### Coupe d'Europe/Champions Cup
| Compétitions                 | Date de la finale | Vainqueur        | Score          | Finaliste            | Lieu de la finale                  | Spectateurs |
| ---------------------------- | ----------------- | ---------------- | -------------- | -------------------- | ---------------------------------- | ----------- |
| Coupe d'Europe de rugby à XV | 7 janvier 1996    | Stade toulousain | 21 - 18 (a.p.) | Cardiff RFC          | Arms Park, Cardiff                 | 21 800      |
| Coupe d'Europe de rugby à XV | 24 mai 2003       | Stade toulousain | 22 - 17        | USA Perpignan        | Lansdowne Road, Dublin             | 28 600      |
| Coupe d'Europe de rugby à XV | 23 mai 2004       | Stade toulousain | 20 - 27        | London Wasps         | Twickenham, Londres                | 73 057      |
| Coupe d'Europe de rugby à XV | 22 mai 2005       | Stade toulousain | 18 - 12 (a.p.) | Stade français Paris | Murrayfield, Édimbourg             | 51 326      |
| Coupe d'Europe de rugby à XV | 24 mai 2008       | Stade toulousain | 13 - 16        | Munster              | Millennium Stadium, Cardiff        | 74 417      |
| Coupe d'Europe de rugby à XV | 22 mai 2010       | Stade toulousain | 21 - 19        | Biarritz olympique   | Stade de France, Saint-Denis       | 78 962      |
| Coupe d'Europe de rugby à XV | 22 mai 2021       | Stade toulousain | 22 - 17        | Stade rochelais      | Twickenham, Londres                | 10 000      |
| Champions Cup                | 25 mai 2024       | Stade toulousain | 31 - 22 (a.p.) | Leinster             | Tottenham Hotspur Stadium, Londres | 61 531      |

#### Championnats de France
| Compétitions                        | Date de la finale | Vainqueur        | Score          | Finaliste             | Lieu de la finale                      | Spectateurs |
| ----------------------------------- | ----------------- | ---------------- | -------------- | --------------------- | -------------------------------------- | ----------- |
| Championnat de France de rugby à XV | 4 avril 1909      | Stade toulousain | 0 - 17         | Stade bordelais UC    | Stade des Ponts-Jumeaux, Toulouse      | 15 000      |
| Championnat de France de rugby à XV | 31 mars 1912      | Stade toulousain | 8 - 6          | Racing club de France | Stade des Ponts-Jumeaux, Toulouse      | 15 000      |
| Championnat de France de rugby à XV | 17 avril 1921     | Stade toulousain | 0 - 5          | US Perpignan          | Parc des Sports de Sauclières, Béziers | 20 000      |
| Championnat de France de rugby à XV | 23 avril 1922     | Stade toulousain | 6 - 0          | Aviron bayonnais      | Stade Sainte-Germaine, Le Bouscat      | 20 000      |
| Championnat de France de rugby à XV | 13 mai 1923       | Stade toulousain | 3 - 0          | Aviron bayonnais      | Stade Yves-du-Manoir, Colombes         | 15 000      |
| Championnat de France de rugby à XV | 27 avril 1924     | Stade toulousain | 3 - 0          | US Perpignan          | Parc Lescure, Bordeaux                 | 20 000      |
| Championnat de France de rugby à XV | 2 mai 1926        | Stade toulousain | 11 - 0         | US Perpignan          | Parc Lescure, Bordeaux                 | 25 000      |
| Championnat de France de rugby à XV | 29 mai 1927       | Stade toulousain | 19 - 9         | Stade français        | Stade des Ponts-Jumeaux, Toulouse      | 20 000      |
| Championnat de France de rugby à XV | 13 avril 1947     | Stade toulousain | 10 - 3         | SU Agen               | Stade des Ponts-Jumeaux, Toulouse      | 25 000      |
| Championnat de France de rugby à XV | 18 mai 1969       | Stade toulousain | 9 - 11         | CA Bègles             | Stade de Gerland, Lyon                 | 22 191      |
| Championnat de France de rugby à XV | 25 mai 1980       | Stade toulousain | 6 - 10         | AS Béziers            | Parc des Princes, Paris                | 43 350      |
| Championnat de France de rugby à XV | 25 mai 1985       | Stade toulousain | 36 - 22 (a.p.) | RC Toulon             | Parc des Princes, Paris                | 37 000      |
| Championnat de France de rugby à XV | 24 mai 1986       | Stade toulousain | 16 - 6         | SU Agen               | Parc des Princes, Paris                | 45 145      |
| Championnat de France de rugby à XV | 27 mai 1989       | Stade toulousain | 18 - 12        | RC Toulon             | Parc des Princes, Paris                | 48 000      |
| Championnat de France de rugby à XV | 1er juin 1991     | Stade toulousain | 10 - 19        | CA Bègles             | Parc des Princes, Paris                | 48 000      |
| Championnat de France de rugby à XV | 28 mai 1994       | Stade toulousain | 22 - 16        | AS Montferrand        | Parc des Princes, Paris                | 48 000      |
| Championnat de France de rugby à XV | 6 mai 1995        | Stade toulousain | 31 - 16        | Castres olympique     | Parc des Princes, Paris                | 48 615      |
| Championnat de France de rugby à XV | 1er juin 1996     | Stade toulousain | 20 - 13        | CA Brive              | Parc des Princes, Paris                | 48 162      |
| Championnat de France de rugby à XV | 31 mai 1997       | Stade toulousain | 12 - 6         | CS Bourgoin-Jallieu   | Parc des Princes, Paris                | 44 000      |
| Championnat de France de rugby à XV | 29 mai 1999       | Stade toulousain | 15 - 11        | AS Montferrand        | Stade de France, Saint-Denis           | 78 000      |
| Championnat de France de rugby à XV | 9 juin 2001       | Stade toulousain | 34 - 22        | AS Montferrand        | Stade de France, Saint-Denis           | 75 000      |
| Championnat de France de rugby à XV | 7 juin 2003       | Stade toulousain | 18 - 32        | Stade français        | Stade de France, Saint-Denis           | 78 000      |
| Championnat de France de rugby à XV | 10 juin 2006      | Stade toulousain | 13 - 40        | Biarritz olympique    | Stade de France, Saint-Denis           | 79 474      |
| Championnat de France de rugby à XV | 28 juin 2008      | Stade toulousain | 26 - 20        | ASM Clermont Auvergne | Stade de France, Saint-Denis           | 79 275      |
| Championnat de France de rugby à XV | 4 juin 2011       | Stade toulousain | 15 - 10        | Montpellier HR        | Stade de France, Saint-Denis           | 78 000      |
| Championnat de France de rugby à XV | 9 juin 2012       | Stade toulousain | 18 - 12        | RC Toulon             | Stade de France, Saint-Denis           | 79 612      |
| Championnat de France de rugby à XV | 15 juin 2019      | Stade toulousain | 24 - 18        | ASM Clermont Auvergne | Stade de France, Saint-Denis           | 79 786      |
| Championnat de France de rugby à XV | 25 juin 2021      | Stade toulousain | 18 - 8         | Stade rochelais       | Stade de France, Saint-Denis           | 14 000      |
| Championnat de France de rugby à XV | 17 juin 2023      | Stade toulousain | 29 - 26        | Stade rochelais       | Stade de France, Saint-Denis           | 78 000      |
| Championnat de France de rugby à XV | 28 juin 2024      | Stade toulousain | 59 - 3         | Union Bordeaux Bègles | Stade Vélodrome, Marseille             | 66 760      |
| Championnat de France de rugby à XV | 28 juin 2025      | Stade toulousain | 39 - 33 (a.p.) | Union Bordeaux Bègles | Stade de France, Saint-Denis           | 78 000      |

Stade olympiens des étudiants toulousains :
| Compétitions                        | Date de la finale | Vainqueur      | Score  | Finaliste    | Lieu de la finale             | Spectateurs |
| ----------------------------------- | ----------------- | -------------- | ------ | ------------ | ----------------------------- | ----------- |
| Championnat de France de rugby à XV | 26 avril 1903     | Stade français | 16 - 8 | SOE Toulouse | Prairie des Filtres, Toulouse | 5 000       |

#### Coupes et Challenges nationaux
| Compétitions                    | Date de la finale | Vainqueur        | Score   | Finaliste          | Lieu de la finale               | Spectateurs |
| ------------------------------- | ----------------- | ---------------- | ------- | ------------------ | ------------------------------- | ----------- |
| Challenge Antoine-Béguère       | 1984              | Stade toulousain | 19 - 12 | Stadoceste tarbais | Stade Antoine-Béguère, Lourdes  |             |
| Coupe de France                 | 23 avril 1984     | Stade toulousain | 6 - 0   | FC Lourdes         | Stadium, Toulouse               | 9 000       |
| Coupe de France                 | 14 avril 1985     | Stade toulousain | 27 - 28 | RC Narbonne        | Stade Albert-Domec, Carcassonne | 6 661       |
| Challenge Yves du Manoir        | 21 mai 1988       | Stade toulousain | 15 - 13 | US Dax             | Stade Jean-Dauger, Bayonne      |             |
| Challenge Provinces Equipe 2    | 1991              | Stade toulousain | 10 - 16 | CA Bègles          | –                               | –           |
| Challenge Provinces Nationale B | 1993              | Stade toulousain | 14 - 16 | US Montauban       | –                               | –           |
| Challenge Yves du Manoir        | 12 juin 1993      | Stade toulousain | 13 - 8  | Castres olympique  | Stade Armandie, Agen            | 8 884       |
| Challenge Yves du Manoir        | 14 mai 1995       | Stade toulousain | 41 - 20 | CA Bègles          | Stade Chaban-Delmas, Bordeaux   | –           |
| Coupe de France Yves-du-Manoir  | 6 juin 1998       | Stade toulousain | 22 - 15 | Stade français     | Stade Charléty, Paris           | 12 000      |

### Equipes de jeunes
| Compétitions                          | Date de la finale | Vainqueur        | Score   | Finaliste             | Lieu de la finale                                  | Spectateurs |
| ------------------------------------- | ----------------- | ---------------- | ------- | --------------------- | -------------------------------------------------- | ----------- |
| Juniors A Coupe Frantz Reichel A      | 22 mai 1988       | Stade toulousain | 38 - 6  | Section paloise       | Stade Aguiléra, Biarritz                           | –           |
| Juniors A Coupe Frantz Reichel A      | 4 juin 1989       | Stade toulousain | 12 - 3  | FC Grenoble           | Stade Maurice-Chevalier, Sorgues                   | –           |
| Juniors A Coupe Frantz Reichel A      | 3 juin 1990       | Stade toulousain | 31 - 3  | FC Grenoble           | Stade Albert-Domec, Carcassonne                    | 497         |
| Juniors A Coupe Frantz Reichel        | 9 juin 1991       | Stade toulousain | 26 - 9  | AS Béziers            | Stade municipal Pierre-de-Coubertin, Castelnaudary | –           |
| Espoirs Reichel                       | 5 juin 1994       | Stade toulousain | 21 - 3  | RC Nîmes              | Stade de la Méditerranée, Béziers                  | –           |
| Espoirs Reichel                       | 18 juin 1995      | Stade toulousain | 13 - 8  | Castres olympique     | Stadium municipal, Albi                            | 3 000       |
| Challenge Provinces Espoirs Challenge | 1996              | Stade toulousain | 3 - 27  | CS Bourgoin-Jallieu   | –                                                  | –           |
| Challenge Provinces Espoirs Challenge | 1997              | Stade toulousain | –       | –                     | –                                                  | –           |
| Coupe Frantz Reichel                  | 2 juin 2002       | Stade toulousain | 55 - 16 | Aviron bayonnais      | Stade Maurice-Trélut, Tarbes                       | –           |
| Espoir                                | 1 juin 2006       | Stade toulousain | 32 - 25 | ASM Clermont Auvergne | Stade Pierre-Fabre, Castres                        | –           |
| Reichel Espoirs                       | 6 juin 2021       | Stade toulousain | 29 - 22 | USA Perpignan         | Stade Raoul-Barrière, Béziers                      | –           |
| Reichel Espoirs                       | 12 juin 2022      | Stade toulousain | 26 - 37 | Stade aurillacois     | Stade Marcel-Michelin, Clermont-Ferrand            |             |

| Compétitions      | Date de la finale | Vainqueur        | Score   | Finaliste       | Lieu de la finale                                  | Spectateurs |
| ----------------- | ----------------- | ---------------- | ------- | --------------- | -------------------------------------------------- | ----------- |
| Coupe René Crabos | 20 mai 1990       | Stade toulousain | 0 - 34  | AS Béziers      | Stade Albert-Domec, Carcassonne                    | –           |
| Coupe René Crabos | 25 mai 1997       | Stade toulousain | 32 - 17 | Section paloise | Stade Jean-Larrouny, Laloubère                     | –           |
| Coupe René Crabos | 16 mai 1999       | Stade toulousain | 17 - 17 | –               | Stade municipal, Revel                             | –           |
| Coupe René Crabos | 21 mai 2000       | Stade toulousain | 27 - 16 | RC Narbonne     | Stade municipal Pierre-de-Coubertin, Castelnaudary | –           |
| Coupe René Crabos | 30 mai 2004       | Stade toulousain | 17 - 15 | Section paloise | Stade municipal Laurent-Labat, Castelnau-Magnoac   | –           |
| Coupe René Crabos | 29 mai 2005       | Stade toulousain | 43 - 10 | USA Perpignan   | Stade Jean-Bourrel, Quillan                        | –           |
| Élite Crabos      | 12 juin 2022      | Stade toulousain | 15 - 9  | Lyon OU         | Stade Marcel-Michelin, Clermont-Ferrand            |             |
| Élite Crabos      | 3 mai 2023        | Stade toulousain | 28 - 20 | Lyon OU         | Stade Michel Millet, Agde                          |             |

| Compétitions | Date de la finale | Vainqueur        | Score   | Finaliste             | Lieu de la finale              | Spectateurs |
| ------------ | ----------------- | ---------------- | ------- | --------------------- | ------------------------------ | ----------- |
| Gaudermen    | 1988              | Stade toulousain | 11 - 6  | Racing Club de France | Stade Jean-Dauger, Bayonne     | –           |
| Gaudermen    | 19 mai 1990       | Stade toulousain | 10 - 17 | AS Béziers            | Stade du Hameau, Pau           | –           |
| Gaudermen    | 12 juin 1993      | Stade toulousain | 3 - 13  | RC Narbonne           | Stade Armandie, Agen           | 10 000      |
| Gaudermen    | 4 juin 1995       | Stade toulousain | 5 - 3   | Colomiers rugby       | –                              | 500         |
| Gaudermen    | 8 juin 1996       | Stade toulousain | 11 - 13 | Castres olympique     | Stade Marcel-Batigne, Graulhet | –           |
| Gauderman    | 8 juin 1997       | Stade toulousain | 12 - 10 | US Dax                | –                              | –           |
| Gauderman    | 1er juin 2000     | Stade toulousain | 17 - 20 | Stade montois         | Stade Chaban-Delmas, Bordeaux  | –           |
| Gaudermen    | 8 avril 2001      | Stade toulousain | 28 - 13 | Stade rochelais       | Stade Sapiac, Montauban        | –           |
| Gaudermen    | 1er juin 2003     | Stade toulousain | 27 - 17 | RC Toulon             | Stade Sapiac, Montauban        | –           |
| Gaudermen    | 27 mai 2007       | Stade toulousain | 10 - 6  | Union Bordeaux Bègles | Stade Chaban-Delmas, Bordeaux  | –           |
| Gauderman    | 2 juin 2019       | Stade toulousain | 38 - 16 | CA Brive              | Stade Marcel Costes, Figeac    | –           |
| Gauderman    | 3 juin 2023       | Stade toulousain | 16 - 20 | Castres olympique     | Stade Bernard-Laporte, Gaillac |             |

| Compétitions      | Date de la finale | Vainqueur        | Score   | Finaliste             | Lieu de la finale                    | Spectateurs |
| ----------------- | ----------------- | ---------------- | ------- | --------------------- | ------------------------------------ | ----------- |
| Cadets            | 7 juin 1987       | Stade toulousain | 12 - 17 | USA Perpignan         | Stade Jean-Bourrel, Quillan          | –           |
| Cadets            | 1988              | Stade toulousain | 4 -12   | Stadoceste tarbais    | Parc des Princes, Paris              | –           |
| Cadets            | 25 mai 1990       | Stade toulousain | 3 - 3   | AS Béziers            | Parc des Princes, Paris              | –           |
| Cadets            | 1er juin 1996     | Stade toulousain | 13 - 21 | Castres olympique     | Parc des Princes, Paris              | -           |
| Cadets Alamercery | 29 mai 1999       | Stade toulousain | 19 - 13 | RC Massy              | Stade de France, Saint-Denis         | –           |
| Cadets            | 18 mai 2000       | Stade toulousain | 13 - 7  | Stade montois         | Stade municipal, Fleurance           | –           |
| Ufolep Cadets     | 2000              | Stade toulousain | 24 - 11 | US Vinay              | –                                    | –           |
| Cadets            | 8 juin 2006       | Stade toulousain | 17 - 10 | USA Perpignan         | Stade de France, Saint-Denis         | –           |
| Ufolep Cadets     | 15 juin 2003      | Stade toulousain | 11 - 5  | Blagnac SCR           | Stade Jean-Jacques-Delmas, Mende     | –           |
| Ufolep Cadets     | 20 mai 2004       | Stade toulousain | 14 - 14 | –                     | Stade de Bouzet, Cestas              | –           |
| Cadets Alamercery | 31 mai 2015       | Stade toulousain | 24 - 16 | Union Bordeaux Bègles | Stade André-Duprat, Nérac            | –           |
| Cadets Alamercery | 12 juin 2022      | Stade toulousain | 19 - 22 | Union Bordeaux Bègles | Stade Max-Rousié, Villeneuve-sur-Lot |             |

| Compétitions ! Date de la finale | Vainqueur     | Score            | Finaliste | Lieu de la finale | Spectateurs                             |       |
| -------------------------------- | ------------- | ---------------- | --------- | ----------------- | --------------------------------------- | ----- |
| Challenge Marcel Michelin        | 17 avril 2016 | Stade toulousain | 3 - 3     | RC Massy          | Stade Marcel-Michelin, Clermont-Ferrand | 1 000 |

| Compétitions                             | Date de la finale | Vainqueur        | Score | Finaliste  | Lieu de la finale                         | Spectateurs |
| ---------------------------------------- | ----------------- | ---------------- | ----- | ---------- | ----------------------------------------- | ----------- |
| Super Challenge de France                | 1986              | Stade toulousain | –     | JA Isle    | Stade Armandie, Agen                      | –           |
| Super Challenge de France                | 1987              | Stade toulousain | –     | –          | Stade Marcel-Michelin, Clermont-Ferrand   | –           |
| Super Challenge de France                | 1989              | Stade toulousain | –     | AS Béziers | Stade Amédée-Domenech, Brive-la-Gaillarde | –           |
| Super Challenge de France                | 2001              | Stade toulousain | –     | –          | Stade Marcel Michelin, Clermont-Ferrand   | –           |
| Super Challenge de France                | 2002              | Stade toulousain | –     | –          | Stade municipal, Orthez                   | –           |
| Super Challenge de France                | 2003              | Stade toulousain | –     | –          | Stade Amédée-Domenech, Brive-la-Gaillarde | –           |
| Super Challenge de France                | 2008              | Stade toulousain | –     | –          | Stade Mayol, Toulon                       | –           |
| Super Challenge de France                | 2009              | Stade toulousain | –     | –          | Stade municipal, Orthez                   | –           |
| Super Challenge de France Midi-Olympique | 2012              | Stade toulousain | –     | –          | Stadium, Toulouse                         |             |

| Compétitions             | Date de la finale | Vainqueur        | Score | Finaliste | Lieu de la finale | Spectateurs |
| ------------------------ | ----------------- | ---------------- | ----- | --------- | ----------------- | ----------- |
| Challenge Yves du Manoir | 2005              | Stade toulousain | –     | –         | –                 | –           |
| Challenge Yves du Manoir | 2006              | Stade toulousain | –     | –         | –                 | –           |
| Challenge Yves du Manoir | 2007              | Stade toulousain | –     | –         | –                 | –           |
| Challenge Yves du Manoir | 12 octobre 2008   | Stade toulousain | –     | RC Massy  | –                 |             |
| Challenge Yves du Manoir | 2011              | Stade toulousain | –     | –         | –                 | –           |
| Challenge Yves du Manoir | 2012              | Stade toulousain | –     | –         | –                 | –           |

| Compétitions             | Date de la finale | Vainqueur        | Score  | Finaliste  | Lieu de la finale              | Spectateurs |
| ------------------------ | ----------------- | ---------------- | ------ | ---------- | ------------------------------ | ----------- |
| Juniors Jules Balandrade | 26 mai 1996       | Stade toulousain | 5 - 15 | US Carmaux | Stade Bernard-Laporte, Gaillac |             |

| Compétitions                   | Date de la finale | Vainqueur        | Score   | Finaliste          | Lieu de la finale              | Spectateurs |
| ------------------------------ | ----------------- | ---------------- | ------- | ------------------ | ------------------------------ | ----------- |
| Challenge Provinces Juniors A  | 1991              | Stade toulousain | 16 - 17 | Peyrehorade sports | –                              | –           |
| Challenge Provinces Juniors A  | 1992              | Stade toulousain | –       | –                  | –                              | –           |
| Challenge Provinces Juniors A2 | 1993              | Stade toulousain | 8 - 19  | US Dax             | –                              | –           |
| Challenge Provinces Juniors A1 | 1993              | Stade toulousain | 17 - 14 | SU Agen            | Stade Bernard-Laporte, Gaillac |             |

## Records du club

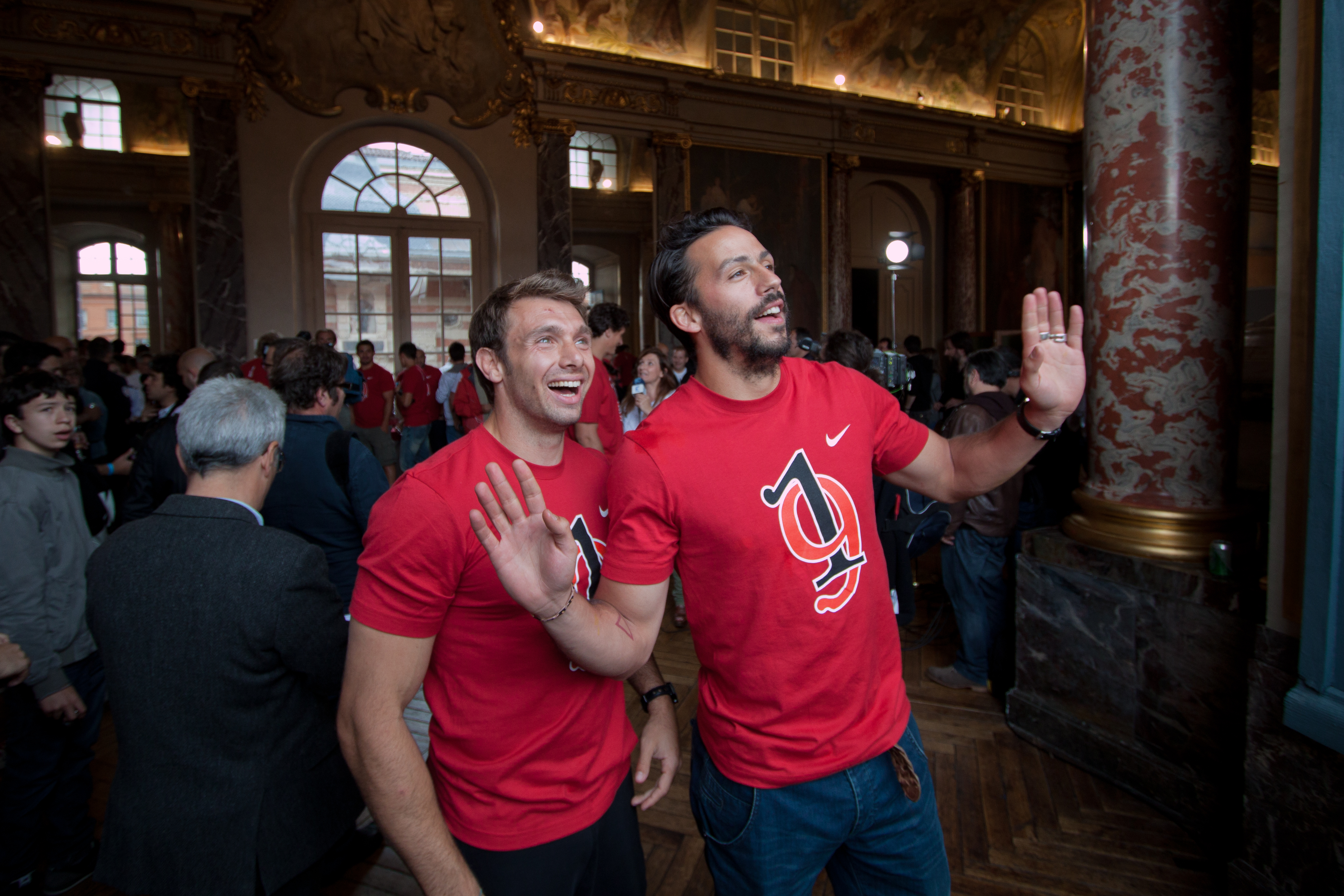
Vincent Clerc et Clément Poitrenaud fêtent le de champion de France du Stade toulousain en 2012

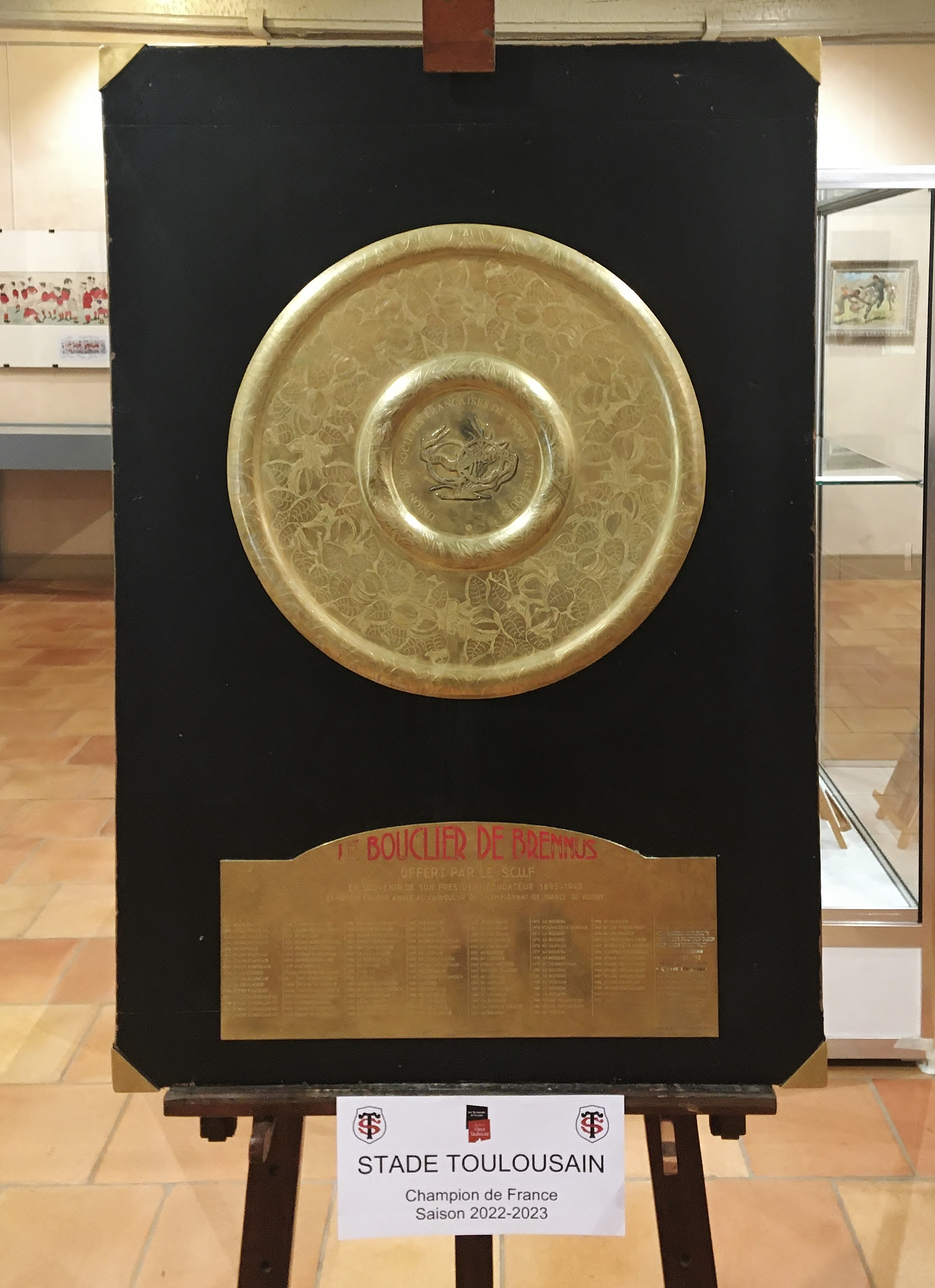
Le bouclier de Brennus, trophée récompensant le champion de France.

### Équipe première

#### En championnat
- 24 fois champion de France
- 20 demi-finales de championnat consécutives
- Quatre victoires consécutives de 1994 à 1997 (à égalité avec le Stade bordelais de 1904 à 1907)

#### En coupe d'Europe
- 6 fois champion d'Europe
- Plus grand nombre de participations à une finale (8 fois)
- Plus grand nombre de participations consécutives à une finale : trois pour le Stade toulousain (2003-2005) à égalité avec le RC Toulon (2013-2015)
- Plus grand nombre de participations aux phases finales de Coupe d'Europe (19 fois)
- Premier club à gagner 100 matches de la Coupe d'Europe[41]
- Le plus grand nombre de victoires dans la Coupe d'Europe (102 victoires)[réf. nécessaire]
- Depuis la création de la Coupe d'Europe en 1996, le Stade toulousain n'a manqué qu'une seule édition de la compétition (en 2017-2018)

#### Autres
- Le Stade toulousain avec 3 réalisations détient le record de doublé Coupe d'Europe-Championnat national (1995-1996, 2020-2021 et 2023-2024) devant les Leicester Tigers (2000-2001 et 2001-2002) et les Saracens (2015-2016 et 2018-2019).
- 4 fois vainqueur de la Coupe de France

#### Joueurs
- Meilleur marqueur d'essais du championnat de France : Vincent Clerc (101 essais, dont 98 avec le Stade toulousain)
- Meilleur marqueur toulousain d'essais de la Coupe d'Europe : Vincent Clerc (avec 36 essais inscrits, il a été le meilleur marqueur de la compétition jusqu'en 2017[42])
- Joueur toulousain ayant le plus disputé de matches de Coupe d'Europe : Clément Poitrenaud (93 matches)
- Meilleur réalisateur de l’histoire du club : Thomas Ramos (2016 points)[43]

### Espoirs
Le Championnat de France espoirs a été créé en 2003 et s'adresse aux joueurs de moins de 23 ans jusqu'à l'issue de la saison en cours.
- 2003 : champion de France
- 2015 : vice-champion de France
- 2021 : champion de France
- 2022 : vice-champion de France
- 2023 : champion de France
- 2024 : champion de France

## Personnalités historiques du club

### Joueurs emblématiques
L'équipe du Stade toulousain a compté de nombreux joueurs internationaux (112 en équipe de France) et de nombreux joueurs fidèles au club. Il n'est pas possible de les citer tous ici, cette liste est plus complète.
Hugues Miorin et Jérôme Cazalbou ont remporté sept championnats de France avec le club. Claude Portolan, Franck Belot et Christian Califano six. François Borde, Gabriel Serres et Albert Cigagna cinq.
La liste suivante est limitée aux anciens joueurs qui ont marqué le club par le nombre de matches qu'ils ont disputés ou par les titres qu'ils ont obtenus ou encore pour d'autres performances comme le nombre de sélections en équipe de France, plus quelques personnalités marquantes (capitaines du Stade, joueurs comptant moins de sélections mais ayant évolué à une époque où il y avait moins de matchs internationaux).
- Patricio Albacete
- Robert Barran
- Franck Belot
- Yves Bergougnan
- David Berty
- Alex Bioussa
- Éric Bonneval
- François Borde
- Jean Bouilhou
- Trevor Brennan
- Yannick Bru
- Jean-Marie Cadieu
- Christian Califano
- Philippe Carbonneau
- Thomas Castaignède
- Richard Castel
- Jérôme Cazalbou
- Denis Charvet
- Albert Cigagna
- Vincent Clerc
- Yann Delaigue
- Christophe Deylaud
- Thierry Dusautoir
- Jean-Baptiste Élissalde
- Florian Fritz
- Serge Gabernet
- Henri Galau
- Xavier Garbajosa
- Omar Hasan
- Cédric Heymans
- Daan Human
- Yoann Huget
- Jerome Kaino
- Byron Kelleher
- Cheslin Kolbe
- Karl Janik
- Adolphe Jauréguy
- Yannick Jauzion
- Christian Labit
- Didier Lacroix
- Marcel-Frédéric Lubin-Lebrère
- Michel Marfaing
- Gérald Martinez
- Thierry Maset
- Alfred Mayssonnié
- Maxime Médard
- Luke McAlister
- Frédéric Michalak
- Hugues Miorin
- Ugo Mola
- Pierre Mounicq
- Guy Novès
- Émile Ntamack
- Yannick Nyanga
- Fabien Pelous
- Louis Picamoles
- Clément Poitrenaud
- Claude Portolan
- Gérard Portolan
- Jean-Baptiste Poux
- Jean-Pierre Rives
- Gabriel Serres
- William Servat
- Jean-Claude Skrela
- Lee Stensness
- Philippe Struxiano
- Iosefa Tekori
- Franck Tournaire
- Pierre Villepreux

| Joueur             | Pays   | Saisons | Période             | Poste                  | Matches | Sélections Capes (points) | Distinctions avec le Stade toulousain                                                                          |
| ------------------ | ------ | ------- | ------------------- | ---------------------- | ------- | ------------------------- | --- |
| Claude Portolan    | France | 15      | 1981-1996           | Pilier droit           | 358     | 3                         | 6 fois champion de France (1985, 1986, 1989, 1994, 1995 et 1996) et champion d'Europe 1996                     |
| Serge Gabernet     | France | 14      | 1974-1986           | Arrière                | 317     | 14 (48) GC 1981           | 2 fois champion de France (1985 (capitaine), 1986 (capitaine))                                                 |
| Jean-Claude Skrela | France | 13      | 1970-1983           | Troisième ligne aile   | 276     | 46, GC 1977               | Finale du championnat de France en 1980                                                                        |
| Jean Bouilhou      | France | 12      | 2001-2013           | Troisième ligne aile   | 392     | 2                         | 4 fois champion de France (2001, 2008, 2011, 2012) 3 fois champion d'Europe (2003, 2005, 2010)                 |
| Albert Cigagna     | France | 12      | 1983-1995           | Troisième ligne centre | 333     | 1                         | 5 fois champion de France (1985, 1986, 1989, 1994 et 1995)                                                     |
| Émile Ntamack      | France | 17      | 1988-2005           | Centre                 | 368     | 46 (135) GC 1997          | 6 fois champion de France (1994, 1995, 1996, 1997, 1999 et 2001) 3 fois champion d'Europe (1996, 2003 et 2005) |
| Yannick Jauzion    | France | 11      | 2002-2013           | Centre                 | 300     | 73 (103) GC 2004, 2010    | 3 fois champion de France (2008, 2011, 2012) 3 fois champion d'Europe (2003, 2005, 2010)                       |
| Gérard Portolan    | France | 11      | 1981-1992           | Pilier                 | 239     | 0                         | 3 fois champion de France (1985, 1986 et 1989)                                                                 |
| Gérald Martinez    | France | 11      | 1973-1984           | Demi de mêlée          | 211     | 7                         | Finale du championnat de France en 1980                                                                        |
| Pierre Villepreux  | France | 10      | 1965-1975 1977-1978 | Arrière                | 149     | 34 (168), GC 1968         | Finale du championnat de France en 1969                                                                        |
| Jean-Pierre Rives  | France | 7       | 1974-1981           | Troisième ligne aile   | 137     | 59, GC 1977, 1981 (cap.)  | Finale du championnat de France en 1980                                                                        |
| Clément Poitrenaud | France | 16      | 2000-2016           | Arrière                | 352     | 47 (35), GC 2004, 2010    | 4 fois champion de France (2001, 2008, 2011 et 2012) 3 fois champion d'Europe (2003, 2005 et 2010)             |
| Vincent Clerc      | France | 14      | 2002-2016           | Ailier                 | 326     | 67 (170), GC 2004, 2010   | 3 fois champion de France (2008, 2011 et 2012) 3 fois champion d'Europe (2003, 2005 et 2010)                   |
| Thierry Dusautoir  | France | 10      | 2006-2016           | Troisième ligne aile   | 225     | 80 GC 2010                | 3 fois champion de France (2008, 2011 et 2012) Champion d'Europe en 2010                                       |

En 2012, lors des festivités du centenaire du premier titre, un jury a élu l'équipe du XV du centenaire de Toulouse. Ce jury était composé de Henri Fourès, Jean Fabre, Didier Codorniou, Émile Ntamack, Jérôme Cazalbou, tous ancien joueurs et Henri Nayrou, ancien dirigeant du magazine Midi olympique.
Première ligne, Christian Califano, William Servat et Claude Portolan, deuxième ligne Fabien Pelous et Marcel-Frédéric Lubin-Lebrère, troisième ligne, Jean-Claude Skrela, Jean-Pierre Rives et Robert Barran (capitaine). À la mêlée, Yves Bergougnan, à l'ouverture, Christophe Deylaud, les trois-quarts sont Vincent Clerc, Yannick Jauzion, André Brouat et Émile Ntamack et l'arrière Pierre Villepreux.
D'âpres discussion ont eu lieu qui ont conduit par exemple à ne pas retenir Thierry Dusautoir (histoire trop récente et rôle important de Skrela dans l'histoire du club), ni Albert Cigagna en 8, tant l'aura de Barran, capitaine de la Vierge rouge de 1947 était grande. De même, Didier Codorniou, Walter Spanghero ou Adolphe Jauréguy ne sont pas retenus, leur passage est trop bref au stade et ils ont marqué durablement d'autres clubs.
Le site internet Rugbyrama fait la liste, au 28 avril 2016, des 10 meilleurs joueurs de l'histoire du club :
1. Émile Ntamack ;
2. Christian Califano ;
3. Christophe Deylaud ;
4. Yannick Jauzion ;
5. Fabien Pelous ;
6. Vincent Clerc ;
7. Claude Portolan et Gérard Portolan ;
8. Pierre Villepreux et Jean-Claude Skrela ;
9. Frédéric Michalak ;
10. Jérôme Cazalbou.

### Entraîneurs

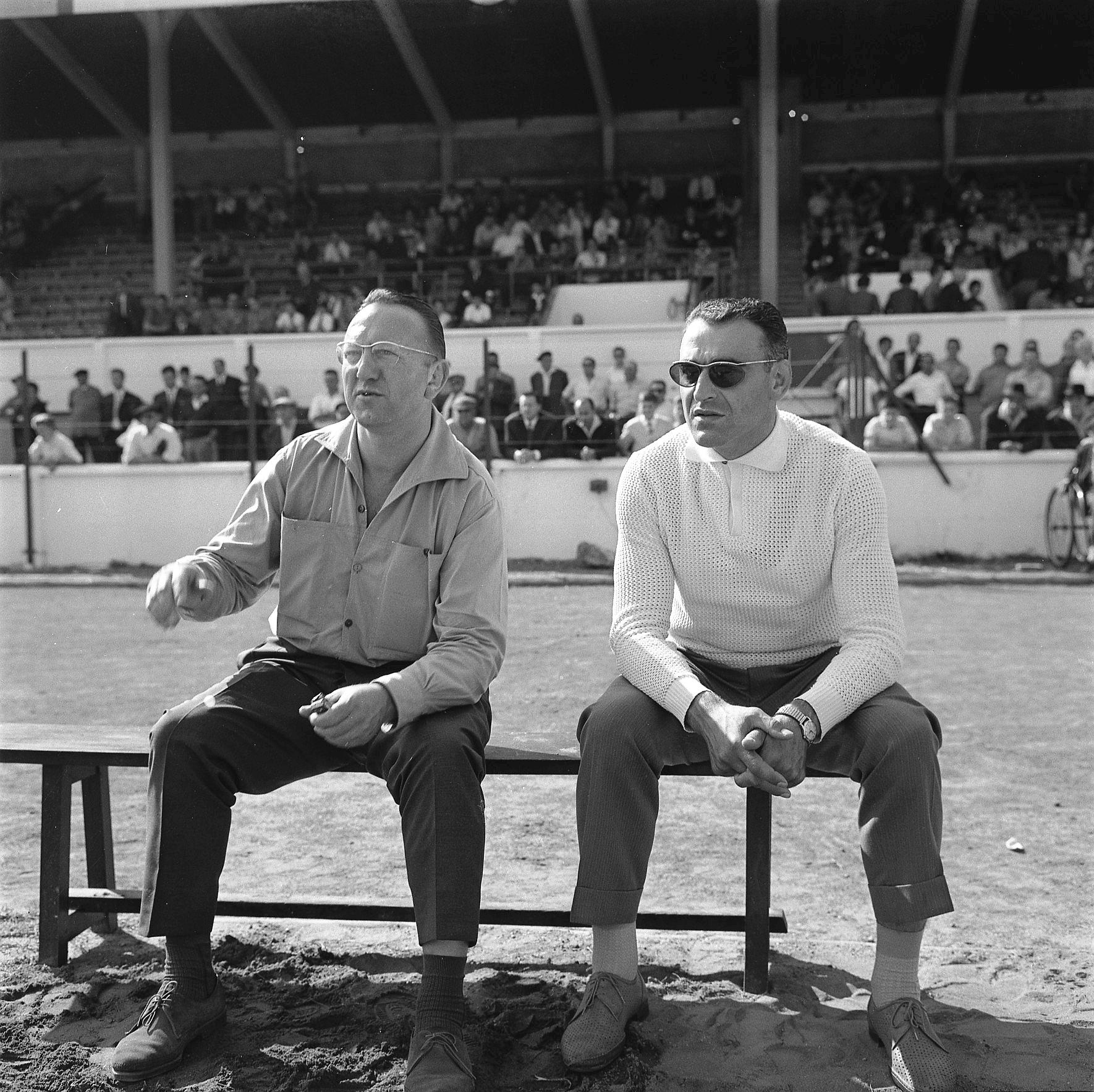
Yves Noé et Domec, entraîneurs du Stade en septembre 1961.

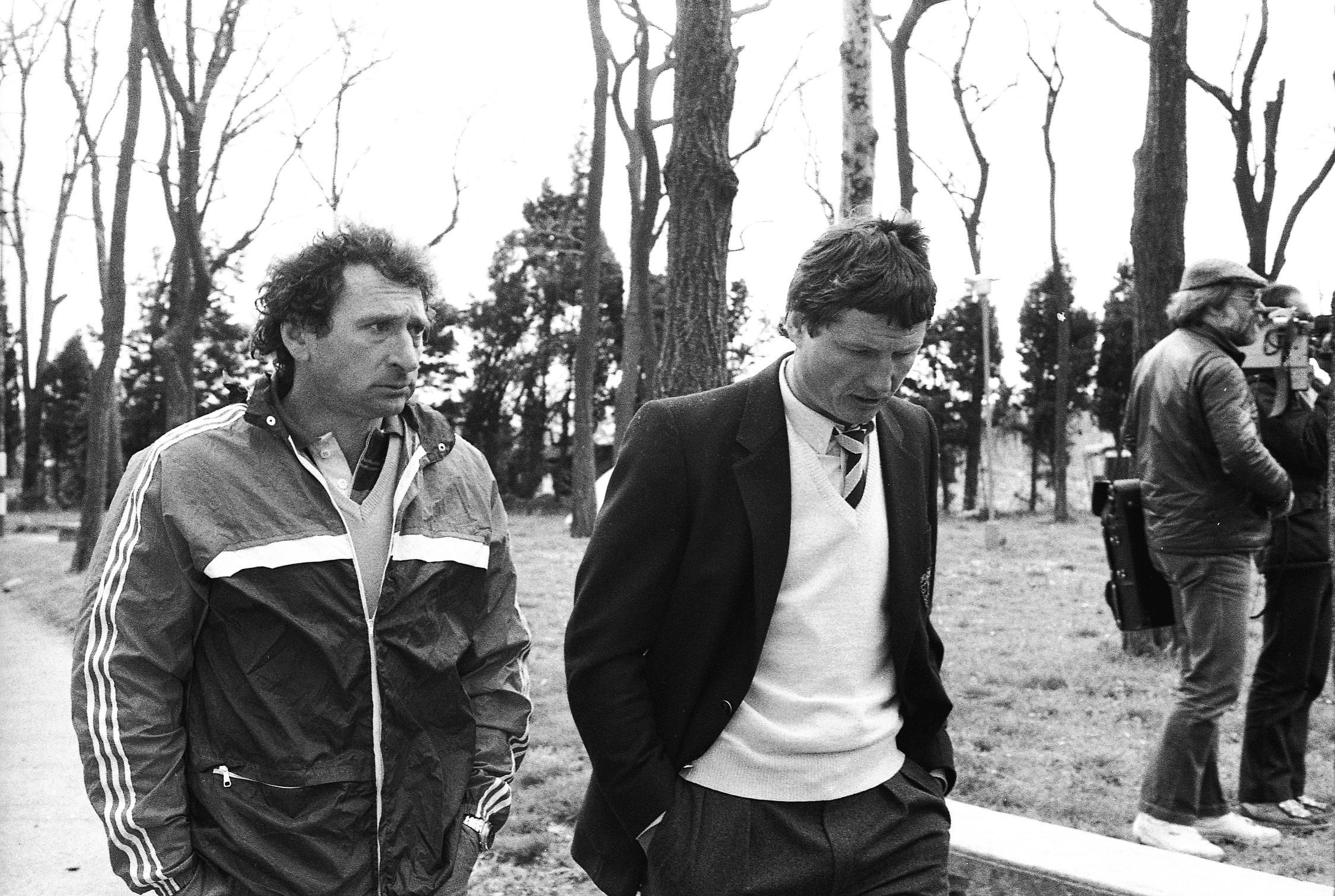
Pierre Villepreux et Jean-Claude Skrela en 1985.

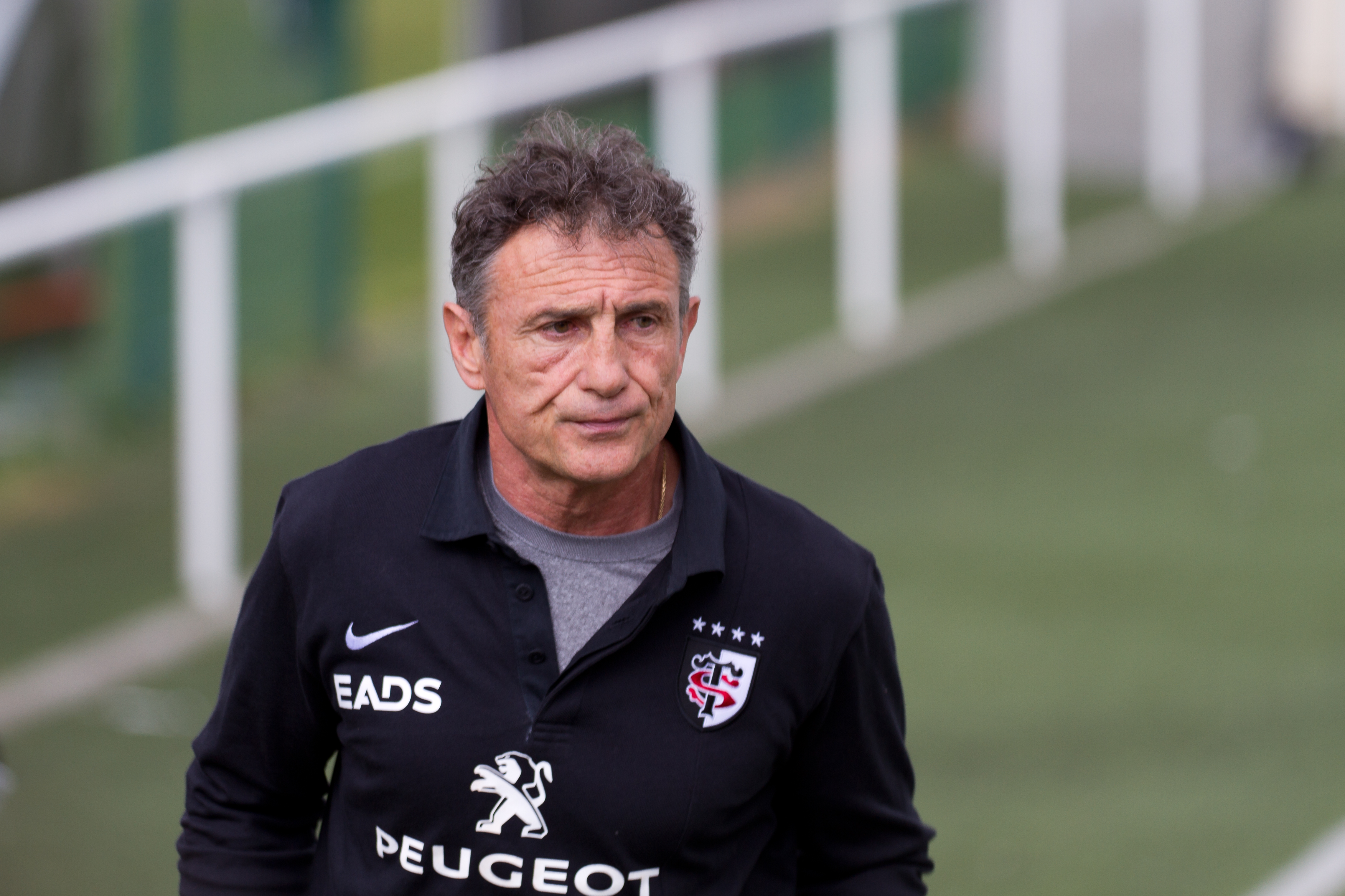
Guy Novès, ici en 2012, entraîneur puis manager du Stade toulousain de 1988 à 1990 et de 1993 à 2015.

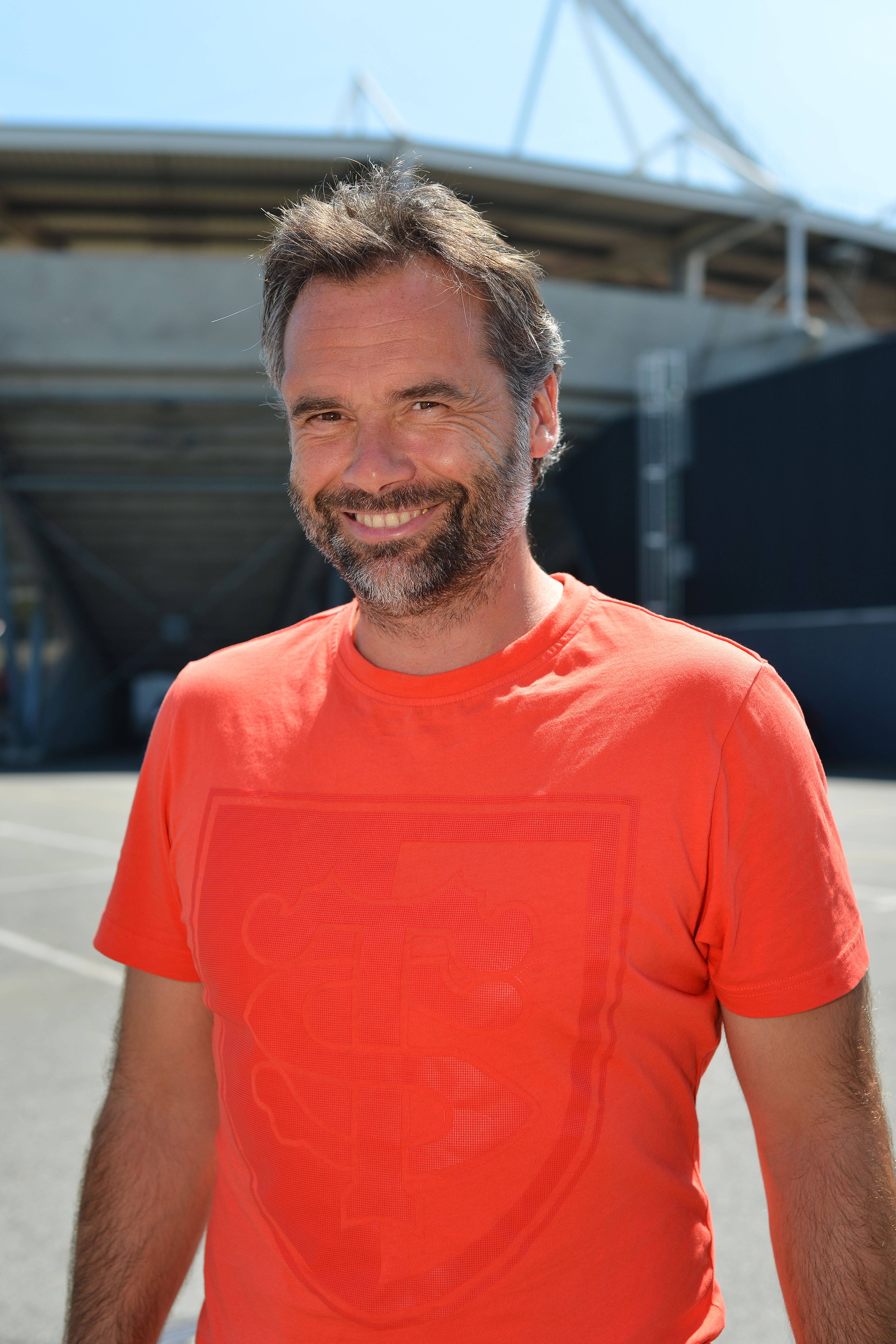
Ugo Mola, entraîneur en chef du Stade toulousain depuis 2015.

Depuis les origines du club, tous les entraîneurs en chef ont porté le maillot du Stade toulousain.
| Période          | Entraîneur(s) en chef                | Adjoint(s) | Titre(s)                                                                                               |
| 1907-1913        | ?                                    | - | - |
| 1913-1914        | Rusty Richards                       | - | - |
| 1914-1919        | ?                                    | - | - |
| 1919-1922        | Philippe Struxiano                   | - | - |
| 1922-1925        | Clovis Bioussa                       | - | Champion de France 1923 et 1924                                                                        |
| 1925-1927        | ?                                    | - | - |
| 1927-1928        | Marcel-Frédéric Lubin-Lebrère        | - | - |
| 1928-1930        | François Borde                       | - | - |
| 1930-1934        | ?                                    | - | - |
| 1934-1938        | François Borde                       | - | - |
| 1938-1945        | ?                                    | - | - |
| 1945-1949        | Roger Piteu                          | - | Vainqueur de la coupe de France 1946 et 1947 Champion de France 1947                                   |
| 1949-1954        | Jean Larrieu                         | - | - |
| 1954-1957        | Marcel Gabarrot                      | - | - |
| 1957-1960        | Michel Bénazet                       | - | - |
| 1960-1963        | Yves Noé                             | - | - |
| 1963-1966        | Marcel Dax                           | - | - |
| 1966-1971        | Paul Blanc                           | - | - |
| 1971-1973        | Claude Labatut                       | - | - |
| 1973-1976        | André Dabadie Jean Gajan             | - | - |
| 1976-1980        | Claude Labatut                       | - | - |
| 1980-1982        | Robert Bru Christian Gajan           | - | - |
| 1982-1983        | Robert Bru Pierre Villepreux         | - | - |
| 1983-1988        | Jean-Claude Skrela Pierre Villepreux | - | Champion de France 1985 et 1986                                                                        |
| 1988-1989        | Jean-Claude Skrela Pierre Villepreux | Guy Novès | Champion de France 1989                                                                                |
| 1989-1990        | Jean-Claude Skrela Guy Novès         | - | - |
| 1990-1992        | Jean-Claude Skrela Christian Gajan   | - | - |
| 1992-1993        | Albert Cigagna Christian Gajan       | - | - |
| 1993-1998        | Serge Laïrle Guy Novès               | - | Champion de France 1994, 1995, 1996 et 1997 Champion d'Europe 1996 Coupe de France Yves-du-Manoir 1998 |
| 1998-2000        | Daniel Santamans Guy Novès           | - | Champion de France 1999                                                                                |
| 2000-2002        | Guy Novès                            | Christian Gajan (avants) Philippe Rougé-Thomas (arrières)                                                                          | Champion de France 2001                                                                                |
| 2002-2007        | Guy Novès                            | Serge Laïrle (avants) Philippe Rougé-Thomas (arrières)                                                                             | Champion d'Europe 2003 et 2005                                                                         |
| 2007-2010        | Guy Novès                            | Yannick Bru (avants) Philippe Rougé-Thomas (arrières)                                                                              | Champion de France 2008 Champion d'Europe 2010                                                         |
| 2010-2012        | Guy Novès                            | Yannick Bru (avants) Jean-Baptiste Élissalde (arrières)                                                                            | Champion de France 2011 et 2012                                                                        |
| 2012-2015        | Guy Novès                            | William Servat (avants) Jean-Baptiste Élissalde (arrières)                                                                         | - |
| 2015-2016        | Ugo Mola                             | William Servat (avants) Jean-Baptiste Élissalde (arrières) Pierre-Henry Broncan (défense)                                          | - |
| 2016-2017        | Ugo Mola                             | William Servat (avants) Jean-Baptiste Élissalde (arrières) Pierre-Henry Broncan (défense) Jean Bouilhou (touche)                   | - |
| 2017-2018        | Ugo Mola                             | William Servat (avants) Pierre-Henry Broncan (défense) Jean Bouilhou (touche)                                                      | - |
| 2018-2019        | Ugo Mola Régis Sonnes                | William Servat (mêlée) Jean Bouilhou (touche) Clément Poitrenaud (skills) Laurent Thuéry (défense)                                 | Champion de France 2019                                                                                |
| 2019-2020        | Ugo Mola                             | Régis Sonnes (avants) Clément Poitrenaud (arrières) Laurent Thuéry (défense) Virgile Lacombe (mêlée) Alan-Basson Zondagh (skills)  | - |
| 2020-2021        | Ugo Mola                             | Jean Bouilhou (avants) Clément Poitrenaud (arrières) Laurent Thuéry (défense) Virgile Lacombe (mêlée) Alan-Basson Zondagh (skills) | Champion d'Europe 2021 Champion de France 2021                                                         |
| À partir de 2021 | Ugo Mola                             | Jean Bouilhou (avants) Clément Poitrenaud (arrières) Laurent Thuéry (défense) Virgile Lacombe (mêlée) Jerome Kaino (skills)        | Champion de France 2023 Champions Cup 2024 Champion de France 2024                                     |

### Présidents
Les différents présidents qui se sont succédé à la tête du Stade toulousain sont:
- Ernest Wallon : 1907 - 1912
- Charles Audry : 1912 - 1930
- André Haon : 1930 - 1935
- Albert Ginesty: 1935 - 1938
- Louis Thomas : 1938- 1942
- Pierre Pons : 1942 - 1944
- Louis Puech : 1944 -1951
- Philippe Struxiano : 1951-1954
- Henri Cazaux : 1954 - 1957
- Jean Escoffres : 1957 - 1962
- Alex Sabathou : 1962 - 1964
- André Brouat : 1964 - 1966
- Henri Fourès : 1966 - 1973
- Henri Cazaux : 1974 - 1980
- Jean Fabre : 1980 - 1988
- Jean Fabre et Christian Massat : 1988 - 1990
- Christian Massat : 1990 - automne 1992
- René Bouscatel : 1992 - 2017
- Didier Lacroix : depuis le 1er juillet 2017

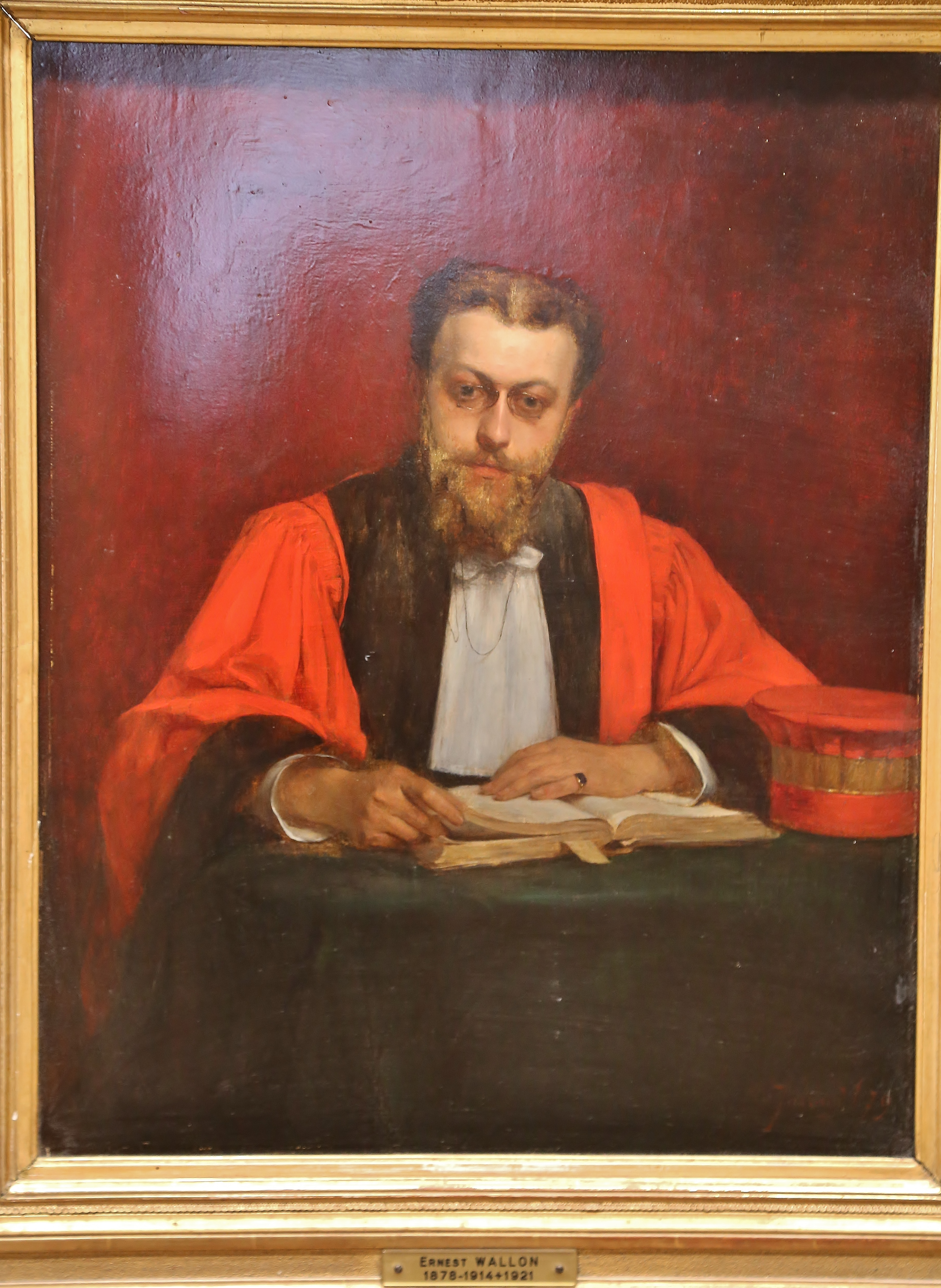
Ernest Wallon, le premier président (1907-1912).
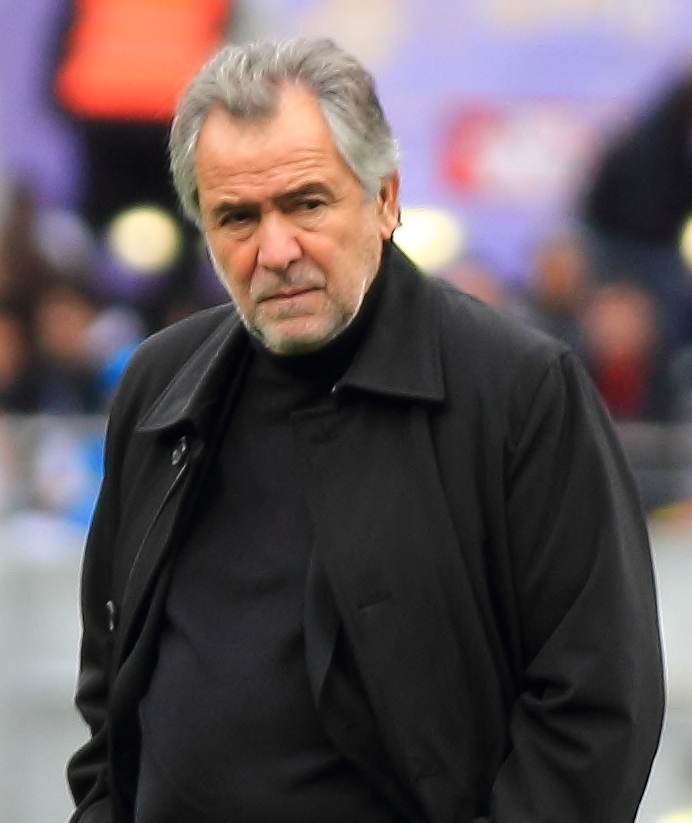
René Bouscatel est le président le plus titré de l'histoire du club (1992-2017).
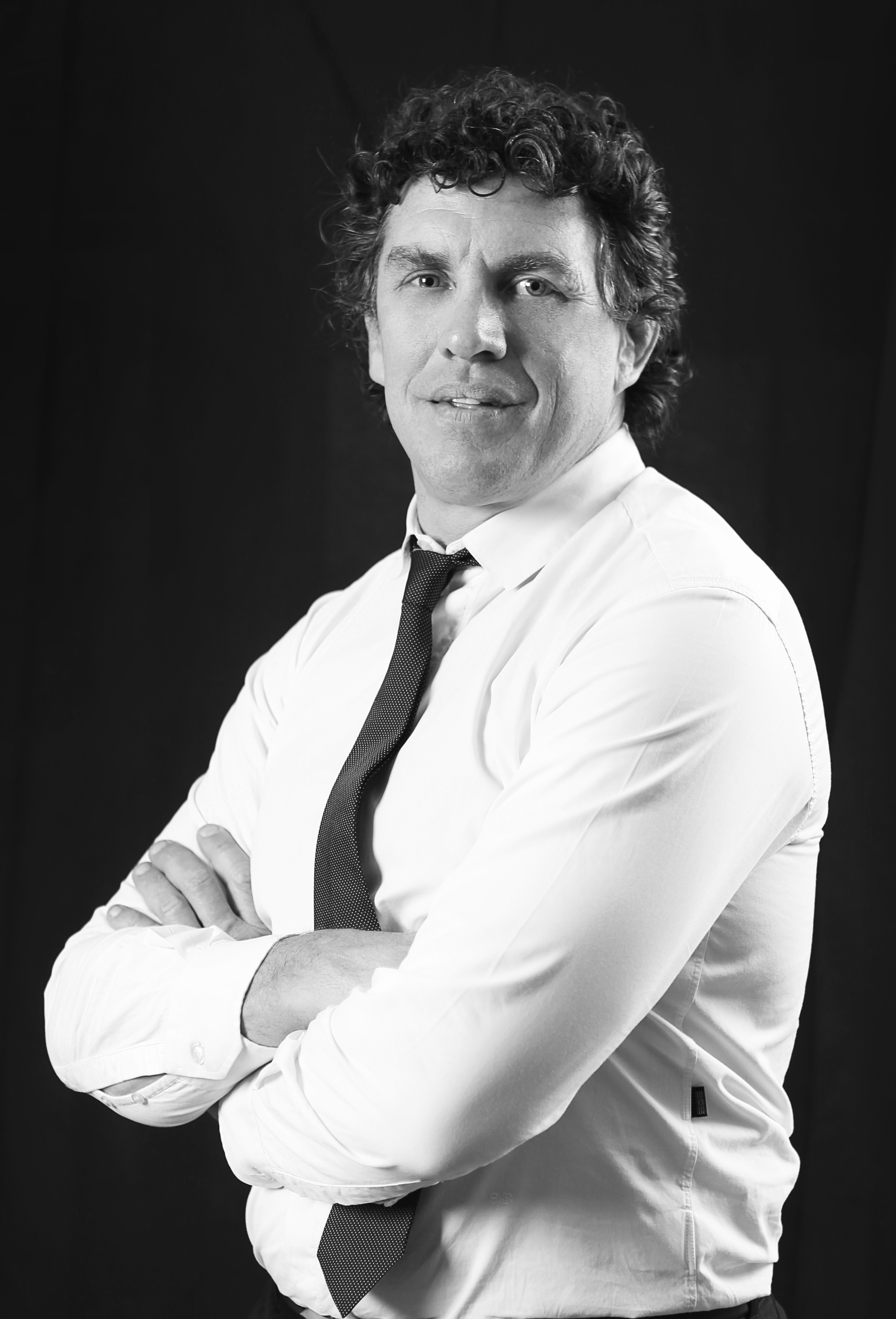
Didier Lacroix, l'actuel président (2017-).

### Capitaines
- années 1910 : Pierre Mounicq
- 1921-1922 : Philippe Struxiano
- 1923-1928 : François Borde
- 1947 : Robert Barran
- Jean Fabre
- Pierre Villepreux

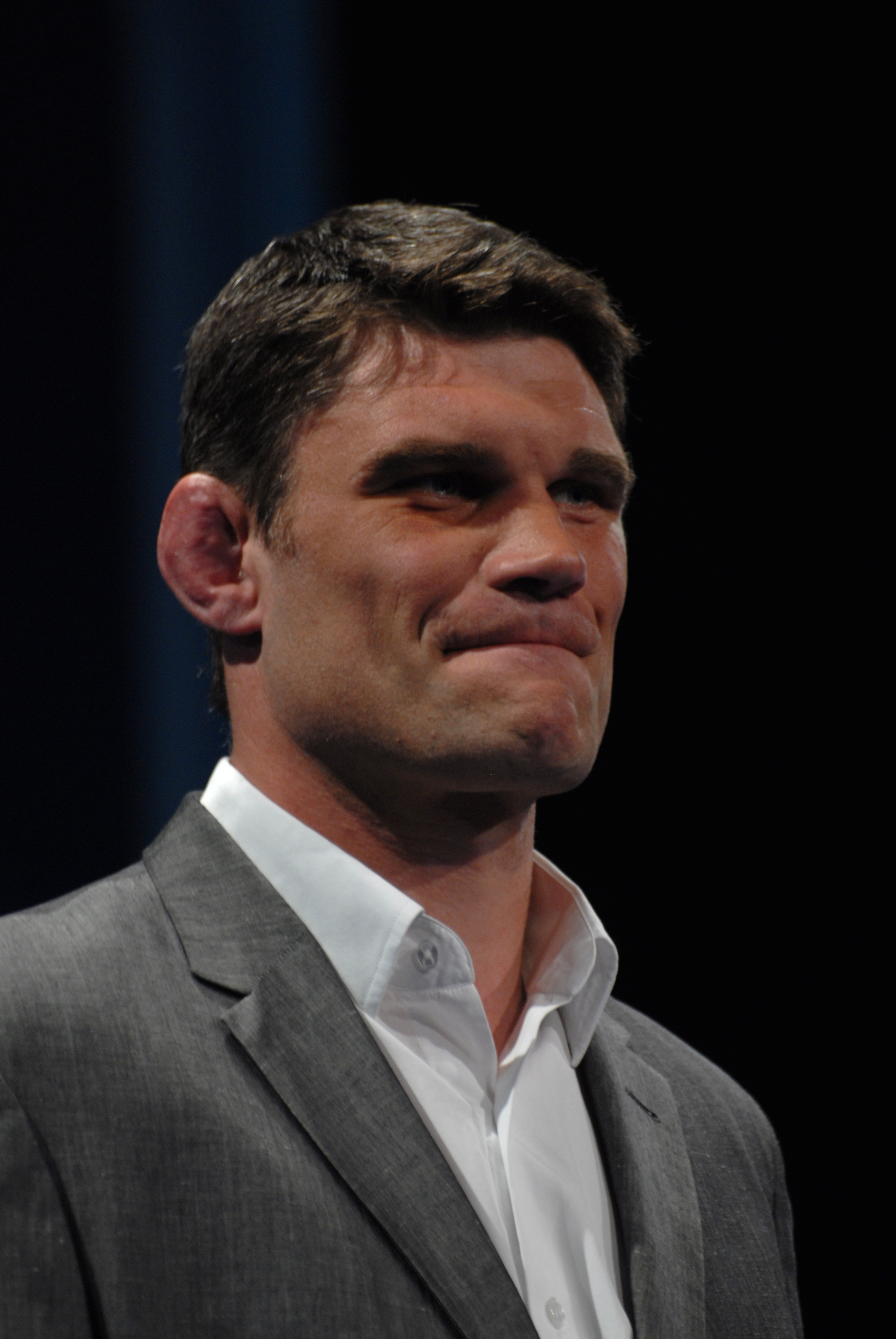
Fabien Pelous, capitaine de 2001 à 2008

- Jean-Claude Skrela (Capitaine de la finale 1980[60])
- Jean-Pierre Rives
- 1985-1986 : Serge Gabernet
- 1987-1988 : Karl Janik
- 1988-1995 : Albert Cigagna
- 1996-2001 : Émile Ntamack
- 2001-2004 : alternance Émile Ntamack – Fabien Pelous (un match sur deux)[61].
- 2004-2008 : Fabien Pelous
- 2007-2009 : Jean Bouilhou, suppléé par Fabien Pelous puis Thierry Dusautoir
- 2009-2017 : Thierry Dusautoir, suppléé par Jean Bouilhou (jusqu'en 2013), Yannick Nyanga (jusqu'en 2015), Florian Fritz, Patricio Albacete ou Yoann Maestri
- 2017-2018 : Florian Fritz, suppléé par Iosefa Tekori, initialement nommé capitaine en début de saison[62], ou Yoann Maestri.
- Depuis 2018 : Julien Marchand, suppléé par Iosefa Tekori, François Cros, Jerome Kaino[63], Antoine Dupont, Maxime Médard ou Yoann Huget.

## Structures du club

### Infrastructures

#### Stades

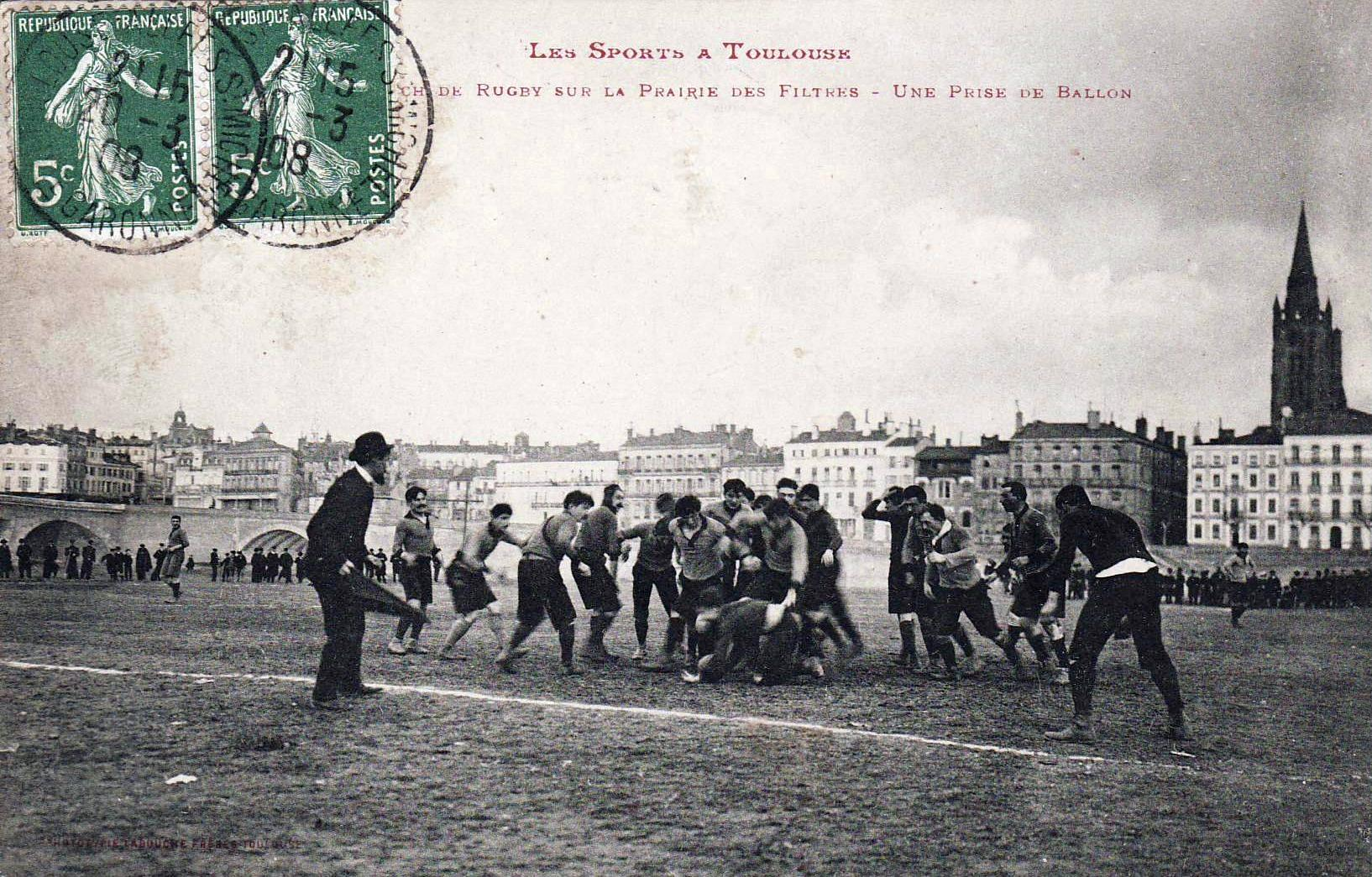
Le Parc de la prairie des Filtres

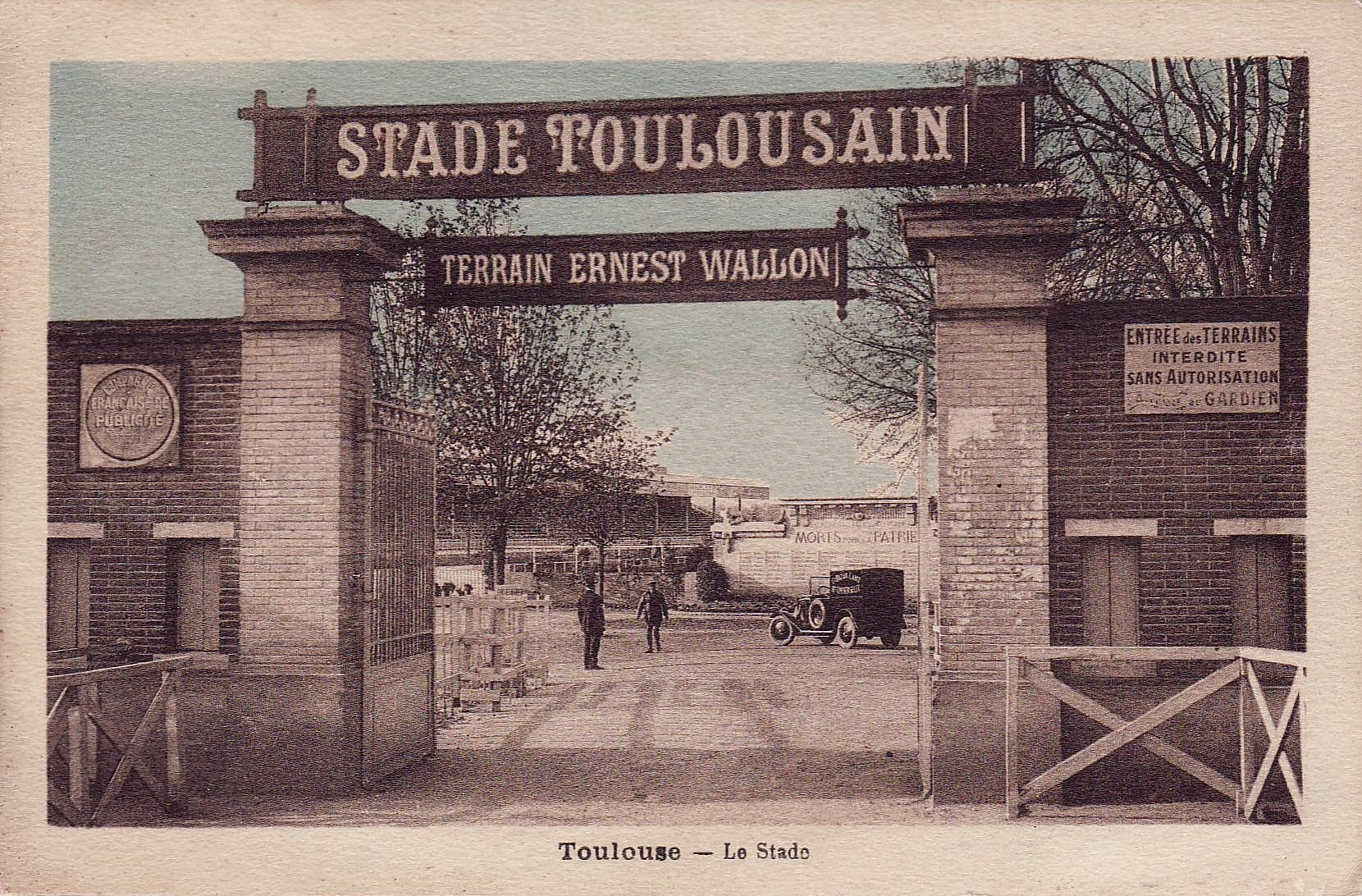
Entrée de l'ancien stade des Ponts-Jumeaux et ancien stade Ernest-Wallon de Toulouse, alors surnommé le « Wallon ».

Le Stade toulousain évolue lors de sa création dans le Parc de la prairie des Filtres. Ce lieu a notamment accueilli les rencontres du Stade olympien des étudiants toulousains. En 1907, Ernest Wallon, président du club, décide de doter le club d'une enceinte sportive. La somme de 60 000 francs est récoltée, dont 10 000 francs offerts par Wallon lui-même. Située au cœur du quartier des Ponts-Jumeaux, non loin de l'emplacement de l'ancien stade de la prairie des Filtres, le club emménage au stade des Ponts-Jumeaux. Il est inauguré le 24 novembre 1907. Le stade accueillera seize finales du Championnat de France de rugby à XV et même des rencontres internationales. Il est mis en expropriation en 1980 à la suite de la construction de la rocade toulousaine. Devenu vétuste, il reste pourtant familier aux supporters, joueurs et dirigeants du Stade toulousain.
Le Stade toulousain est un des rares clubs français, tous sports confondus, avec l'ASM Clermont Auvergne en rugby à XV ou encore l'AJ Auxerre en football à posséder ses propres infrastructures sportives. Il est donc propriétaire de son stade, le Stade Ernest-Wallon, communément appelé stade des Sept Deniers, du nom du quartier éponyme. Ce dernier, ouvert en 1982, a été récemment rénové, et dispose d'une capacité de 19 500 places. Pour les plus grandes affluences, le Stade toulousain se délocalise régulièrement au Stadium, principal stade de la ville de Toulouse et donc d'une capacité plus grande.(33 150 places environ).

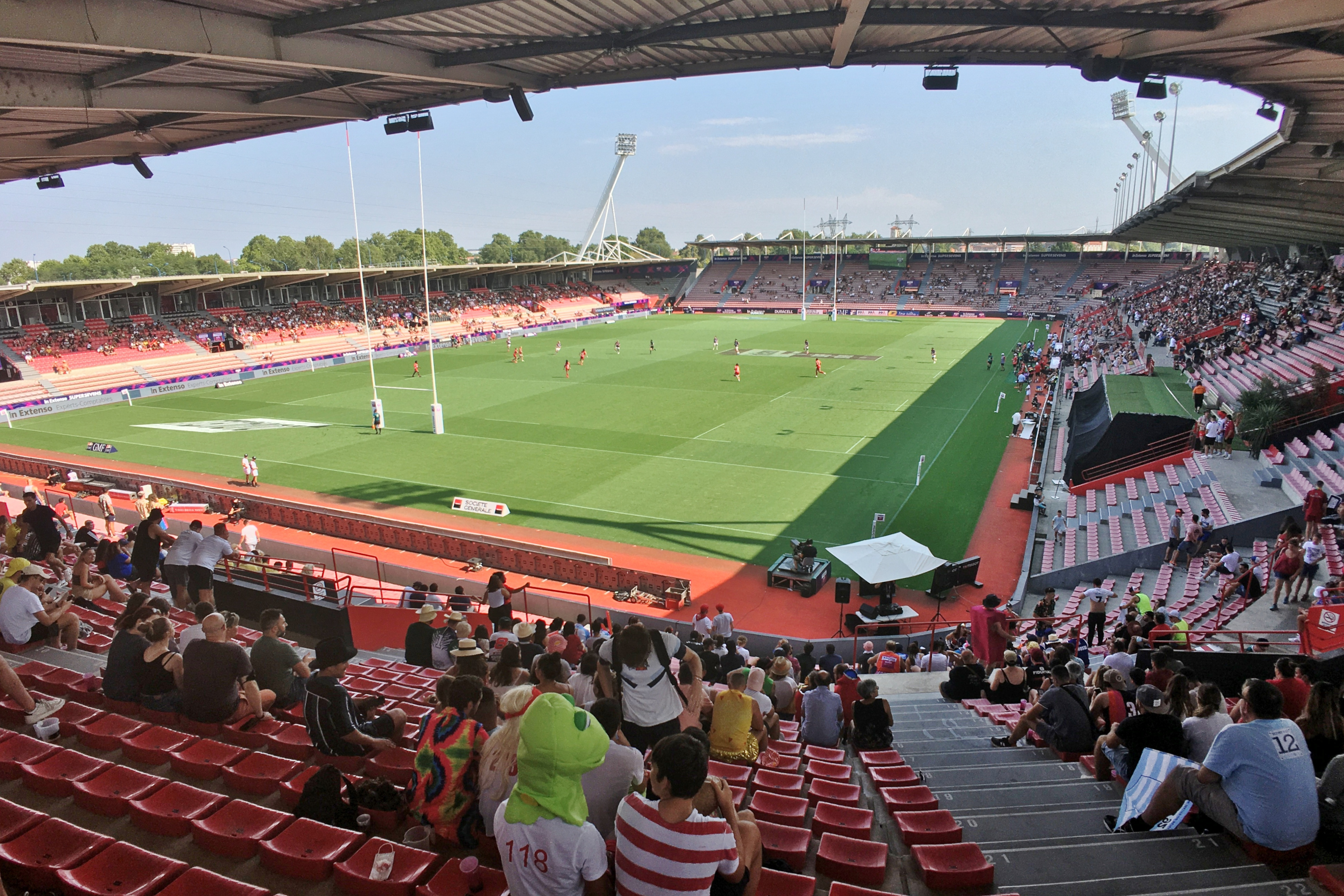
L'actuel stade Ernest-Wallon auparavant appelé « stade des Sept-Deniers ».
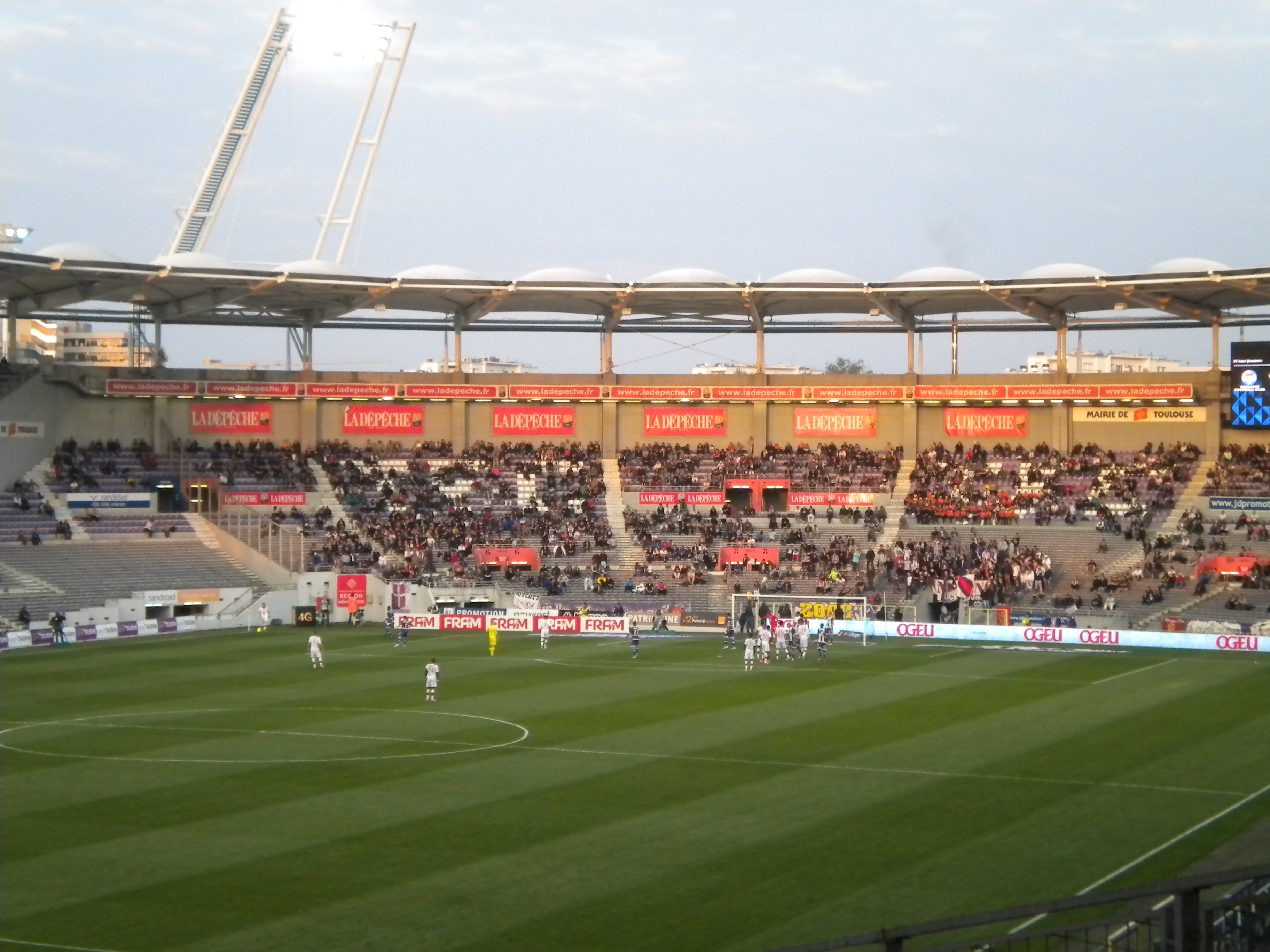
Le Stadium de Toulouse, terrain du Toulouse Football Club où le Stade Toulousain y joue certains matches de prestige.

#### Centre d'entraînement et centre de formation
Le Stade toulousain se distingue en matière de formation. Le Centre de formation du Stade toulousain est situé sur le site des Sept Deniers, au nord-ouest de la ville de Toulouse, près de l'actuel stade Ernest-Wallon. Il y forme des jeunes joueurs de rugby à XV dans le but de les faire passer professionnels sous les couleurs du Stade toulousain. Il a été fondé en 1988. Le président en est Serge Lemaire, il est dirigé par Valérie Vischi-Serraz et l'ancien joueur professionnel Michel Marfaing. L'effectif Espoir intègre régulièrement l'équipe première selon les cadences, les rencontres internationales, les indisponibilités, les choix du manager. Le Stade toulousain est aussi connu pour son centre de formation. Ainsi en 2010-2011, plus de 150 candidats souhaitent passer les sélections pour intégrer le centre de formation du club, 60 ont été retenus pour en passer la première partie, et seuls 30 joueurs ont été retenus pour la seconde partie. Celles-ci distinguent cinq joueurs qui intègrent le centre de formation du Stade toulousain.
En 2013, un nouveau centre d'entraînement du stade Toulousain ouvre ses portes sur le site du stade Ernest-Wallon. Parmi les plus ambitieux d'Europe (3 millions d'euros investis), il dispose de 1 800 m2 de surface, répartis sur deux niveaux.
À l'intérieur, les joueurs du Stade toulousain peuvent profiter d'une vaste salle de musculation et d'une balnéothérapie de luxe pour un entraînement optimal. En plus de la préparation physique, une place importante est accordée à la récupération et aux soins. Une vingtaine de personnes, dont des médecins, kinés, ostéopathes, préparateurs physiques et un diététicien encadrent les joueurs.

### Aspects juridiques et économiques

#### Statut juridique et légal
Le Stade toulousain a plusieurs structures. Celle chargée du rugby à XV professionnel a le statut de Société anonyme sportive professionnelle (SASP). C'est une entreprise qui compte un chiffre d'affaires en 2006 de vingt millions d'euros. Parmi les 90 salariés (un comité d'entreprise existe car le seuil de cinquante salariés est dépassé), les catégories suivantes peuvent être identifiées :
- les joueurs professionnels au nombre de trente-trois, accompagnés d'un encadrement d'entraîneurs, de médecins, de préparateurs physiques, soit sept salariés supplémentaires ;
- le personnel administratif emploie des secrétaires, des comptables et des chargés de communication (treize salariés) ;
- deux techniciens, un jardinier s'occupent de l'entretien des lieux ;
- vingt-deux salariés sont affectés à la brasserie et la cuisine ;

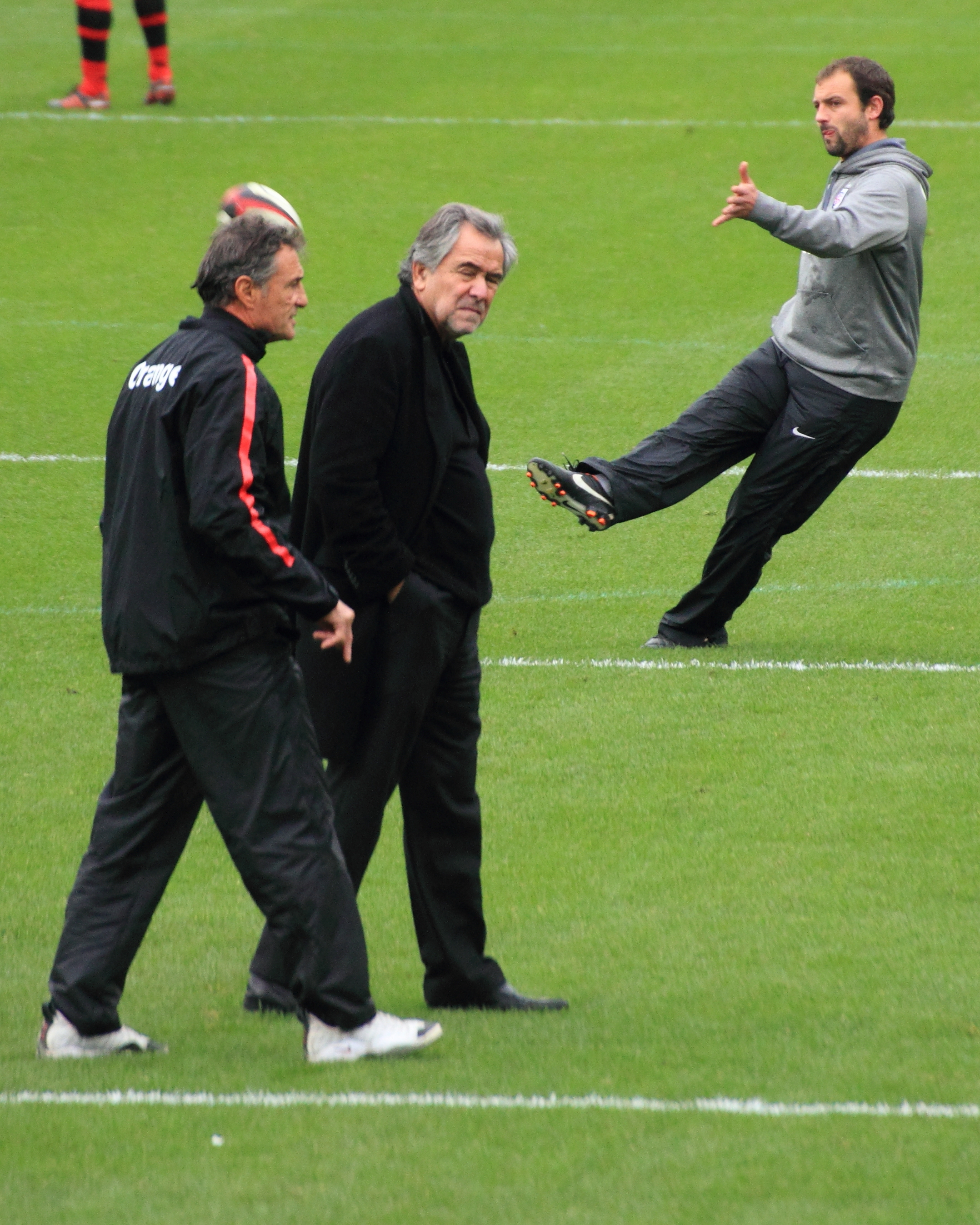
René Bouscatel et Guy Novés en 2012

- enfin, les boutiques comptent treize salariés.

Le club est d'abord devenu une société anonyme à objet sportif (SAOS). L'association « le Stade toulousain rugby » a d'abord confié pour la saison 1998-1999, la gestion du domaine sportif professionnel, et des activités commerciales liées, à une société à objet sportif (SAOS), la SAOS « Stade toulousain rugby » née le 25 mars 1998. Le 4 février 2002, le Stade toulousain a par la suite augmenté son capital social (838 469 euros contre 152 449 euros auparavant), la SAOS du Stade toulousain devenant une SASP (société anonyme sportive professionnelle). Le chiffre d'affaires est alors de 10,67 millions d'euros avec un effectif de quarante salariés dans le sportif, plus quarante dans les autres domaines (entretien, administratif, boutique, brasserie). Le capital est détenu par l'association pour 58 %, les amis du Stade toulousain pour 33 %, les nouveaux actionnaires pour 9 %. Didier Lacroix en est le président directeur-général salarié et Hervé Lecomte le président du Conseil de surveillance.

#### Direction du club
Didier Lacroix est le président du Stade toulousain depuis le 1er juillet 2017, accompagné au sein du directoire du club par Philippe Jougla et Thomas Castaignède.

#### Budget du club, couverture télévisuelle et revenus

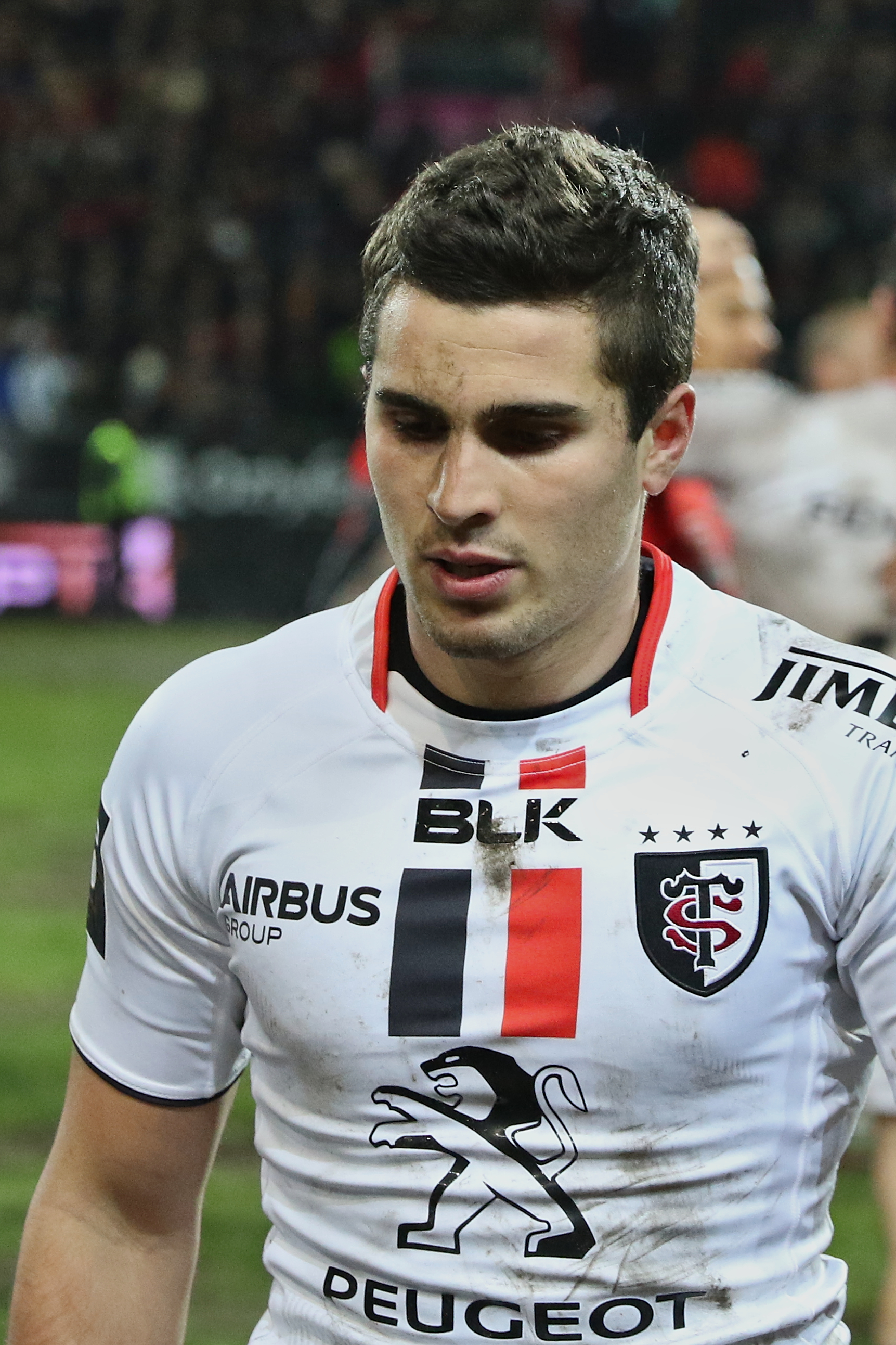
Le maillot du Stade toulousain 2015, avec les sponsors Peugeot et Airbus

Le budget pour la saison 2011-2012 du Stade toulousain est de 34 millions d'euros. Ce budget, indépendant du parcours en phases de poules (voire plus) de la Coupe d'Europe, est le premier budget du Top 14. Il est à noter que ce budget inclut la gestion du stade Ernest-Wallon, propriété du Stade toulousain ainsi que les recettes de la brasserie et de la vente des produits dérivés, la comparaison avec les autres budgets n'est donc pas immédiate, tant sur le plan des charges que des recettes.
Lors de la saison 2002-2003, le club dispose d'un budget de 10,25 millions d'euros pour 4,42 millions d'euros en 1998-1999. En 2002-2003, le sponsoring est à l'origine de 45,3 % des recettes du club. Plus de cent cinquante entreprises plus ou moins grandes donnent une participation (10 000 à 30 000 euros pour les petites, 150 000 à 600 000 euros par an pour les grandes : Groupama, EADS, Peugeot, Derichebourg, Crédit agricole…),. Les produits dérivés, le merchandising est devenu un poste important avec 1,8 million d'euros (en 2002-2003). En effet, le club a fait un effort sur la vente des maillots, a ouvert des boutiques en centre-ville et en 2008-2009, il propose une vaste gamme.De plus, lors de la saison 2010-2011, le Stade Toulousain a vendu plus de 100 000 maillots. Les recettes au guichet, les droits télé et les recettes de la brasserie sont également des postes significatifs. Pour les droits télé, chaque club du Top 14 reçoit le même montant, quel que soit le nombre de matches diffusés par Canal+. Le club toulousain reçoit également des droits pour la participation à la Coupe d'Europe (répartition au mérite).

## Stade toulousain 2025-2026

### Effectif de l'équipe professionnelle
| Nom                      | Naissance         | Nationalité sportive | Sélections (points) | Club précédent        | Arrivée au club |
| Talonneurs               | Talonneurs        | Talonneurs           | Talonneurs          | Talonneurs            | Talonneurs      |
| ------------------------ | ----------------- | -------------------- | ------------------- | --------------------- | --------------- |
| Guillaume Cramont        | 29 décembre 2000  | France               | -                   | US Dax                | 2019            |
| Thomas Lacombre          | 14 juillet 2004   | France               | -                   | Formé au club         | 2024            |
| Julien Marchand          | 10 mai 1995       | France               | 45 (10)             | Formé au club         | 2014            |
| Peato Mauvaka            | 10 janvier 1997   | France               | 42 (55)             | Formé au club         | 2014            |
| Piliers                  |                   |                      |                     |                       |                 |
| David Ainu'u             | 20 novembre 1999  | États-Unis           | 21 (5)              | Formé au club         | 2018            |
| Dorian Aldegheri         | 4 août 1993       | France               | 22 (0)              | Formé au club         | 2013            |
| Cyril Baille             | 15 septembre 1993 | France               | 56 (25)             | Formé au club         | 2012            |
| Benjamin Bertrand        | 25 juillet 2003   | France               | -                   | Formé au club         | 2024            |
| Georges-Henri Colombe    | 9 avril 1998      | France               | 10 (5)              | Stade rochelais       | 2025            |
| Paul Mallez              | 24 janvier 2001   | France               | 3 (0)               | → Provence Rugby      | 2021            |
| Joel Merkler             | 25 octobre 2001   | Espagne              | 10 (5)              | Formé au club         | 2022            |
| Rodrigue Neti            | 28 avril 1995     | France               | 2 (0)               | Formé au club         | 2014            |
| Deuxièmes lignes         |                   |                      |                     |                       |                 |
| Joshua Brennan           | 28 novembre 2001  | France               | 2 (5)               | Formé au club         | 2020            |
| Efraín Elías             | 30 avril 2004     | Argentine            | 1 (0)               | Dogos XV              | 2024            |
| Thibaud Flament          | 29 avril 1997     | France               | 32 (30)             | Wasps                 | 2020            |
| Emmanuel Meafou          | 12 juillet 1998   | France               | 9 (0)               | NSW Country Eagles    | 2019            |
| Clément Vergé            | 13 septembre 2001 | France               | -                   | Formé au club         | 2022            |
| Troisièmes lignes aile   |                   |                      |                     |                       |                 |
| Léo Banos                | 16 août 2002      | France               | -                   | Stade montois         | 2023            |
| François Cros            | 25 mars 1994      | France               | 39 (5)              | Formé au club         | 2016            |
| Anthony Jelonch          | 28 juillet 1996   | France               | 32 (15)             | Castres olympique     | 2021            |
| Lomig Jouanny            | 25 mai 2004       | France               | -                   | Formé au club         | 2024            |
| Sialevailea Tolofua      | 9 juillet 2005    | France               | -                   | Formé au club         | 2025            |
| Jack Willis              | 24 décembre 1996  | Angleterre           | 14 (20)             | Wasps                 | 2022            |
| Troisièmes lignes centre |                   |                      |                     |                       |                 |
| Mathis Castro-Ferreira   | 13 janvier 2004   | France               | -                   | Formé au club         | 2023            |
| Théo Ntamack             | 29 mai 2002       | France               | -                   | Formé au club         | 2022            |
| Alexandre Roumat         | 27 juin 1997      | France               | 10 (5)              | Union Bordeaux Bègles | 2022            |
| Demis de mêlée           |                   |                      |                     |                       |                 |
| Simon Daroque            | 8 juin 2005       | France               | -                   | Formé au club         | 2024            |
| Antoine Dupont           | 15 novembre 1996  | France               | 59 (75)             | Castres olympique     | 2017            |
| Paul Graou               | 25 juillet 1997   | France               | -                   | SU Agen               | 2022            |
| Nathan Llaveria          | 8 juillet 2006    | France               | -                   | Formé au club         | 2025            |
| Naoto Saito              | 26 août 1997      | Japon                | 22 (20)             | Tokyo Sungoliath      | 2024            |
| Demis d'ouverture        |                   |                      |                     |                       |                 |
| Romain Ntamack           | 1er mai 1999      | France               | 39 (150)            | Formé au club         | 2017            |
| Centres                  |                   |                      |                     |                       |                 |
| Pita Ahki                | 24 septembre 1992 | Tonga                | 7 (5)               | Connacht              | 2018            |
| Pierre-Louis Barassi     | 22 avril 1998     | France               | 8 (10)              | Lyon OU               | 2022            |
| Santiago Chocobares      | 31 mai 1999       | Argentine            | 27 (5)              | Jaguares              | 2021            |
| Paul Costes              | 4 avril 2003      | France               | -                   | Formé au club         | 2022            |
| Célian Pouzelgues        | 30 septembre 2003 | France               | à sept              | Formé au club         | 2024            |
| Teddy Thomas             | 18 septembre 1993 | France               | 28 (75)             | Stade rochelais       | 2025            |
| Lucas Vignères           | 18 juillet 2005   | France               | -                   | Formé au club         | 2025            |
| Ailiers                  |                   |                      |                     |                       |                 |
| Dimitri Delibes          | 17 mars 1999      | France               | -                   | Blagnac rugby         | 2018            |
| Nelson Épée              | 20 février 2001   | France               | à sept              | Formé au club         | 2021            |
| Matthis Lebel            | 25 mars 1999      | France               | 6 (10)              | Formé au club         | 2018            |
| Arrières                 |                   |                      |                     |                       |                 |
| Thomas Alary             | 6 septembre 2006  | France               | -                   | Formé au club         | 2025            |
| Ange Capuozzo            | 30 avril 1999     | Italie               | 28 (70)             | FC Grenoble           | 2022            |
| Kalvin Gourgues          | 27 mai 2005       | France               | -                   | Formé au club         | 2023            |
| Blair Kinghorn           | 18 janvier 1997   | Écosse               | 63 (146)            | Édimbourg Rugby       | 2023            |
| Juan Cruz Mallía         | 11 septembre 1996 | Argentine            | 43 (40)             | Jaguares              | 2021            |
| Thomas Ramos             | 23 juillet 1995   | France               | 44 (450)            | Formé au club         | 2013            |
| Matias Remue             | 7 mars 2003       | Belgique             | 8 (15)              | Formé au club         | 2024            |
| Lucien Richardis         | 28 mars 2005      | Espagne              | 2 (0)               | Formé au club         | 2025            |

### Staff
En 2025-2026, le staff sportif est composé de :
- Manager : Ugo Mola

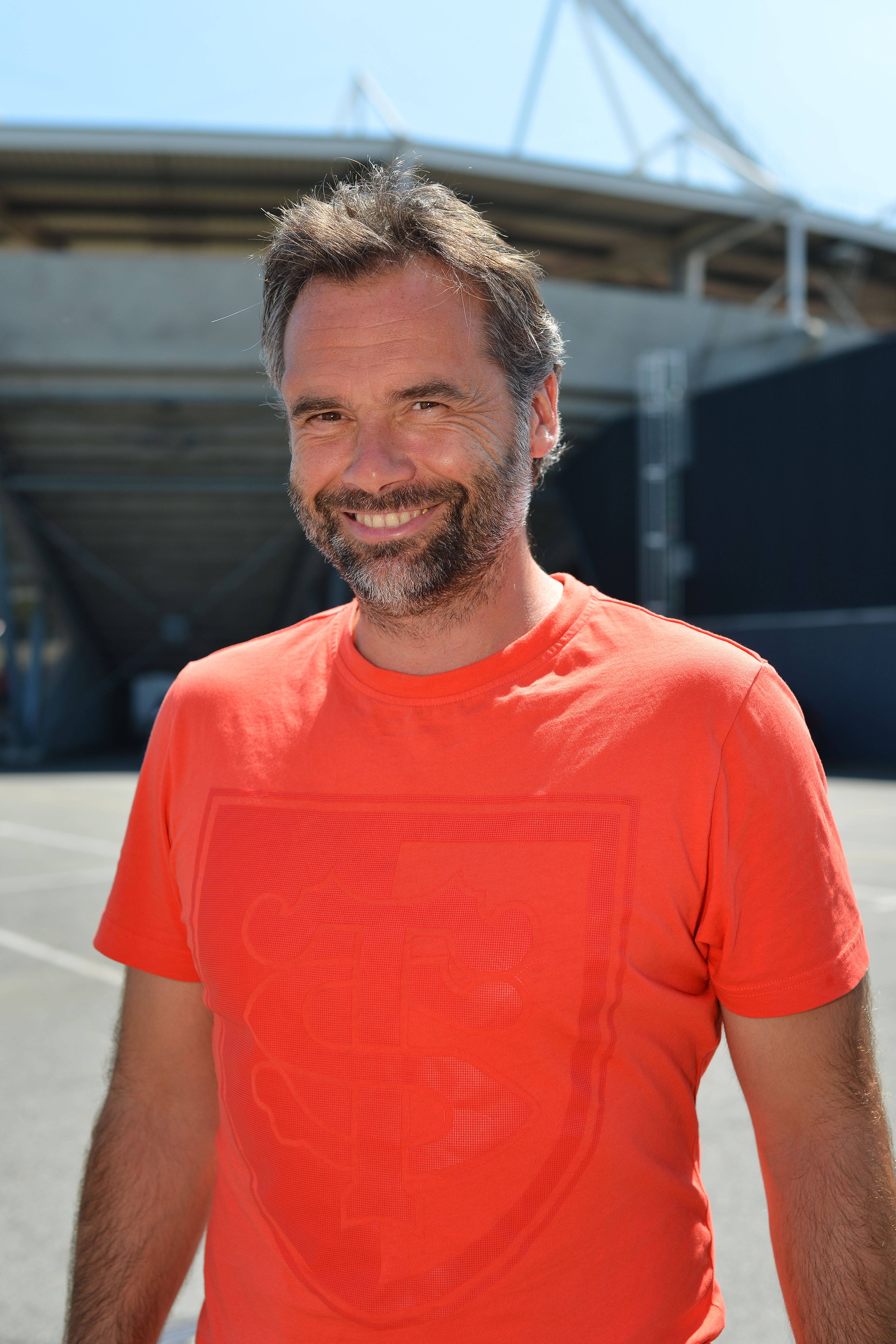
Ugo Mola, juillet 2015.

- Entraîneur des avants : Jean Bouilhou
- Entraîneurs des arrières : Clément Poitrenaud
- Entraîneur de la défense :  Laurent Thuéry
- Entraîneurs assistants : Virgile Lacombe, Jerome Kaino et David Mélé
- Manager du haut niveau : Jérôme Cazalbou
- Médecin : Philippe Izard
- Staff médical : Benoît Castéra, Anthony Dupuy, Bruno Jouan et Frédéric Sanchez
- Directeur de la performance : Allan Ryan
- Préparateurs physique : Bernard Baïsse, Pierre Cantayre, Sébastien Carrat, Allan Ryan
- Responsables de la data : Saad Drissi, Luna Gonzalez
- Analystes vidéo : Frédérick Gabas (principal), Jérôme Bousquet, Thomas Ghomrani, Anthony Marhuenda, Guillaume Molinier, Valentin Paget et Vincent Péducasse
- Coordinateur : Pierre Bayac
- Responsables des équipements et logistique : Stéphane Pons et Iosefa Tekori.

## Soutien et image

### Supporters

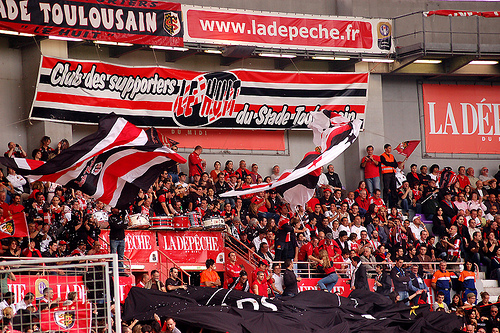
Supporters du Stade toulousain.

La liste des différents clubs de supporters du Stade toulousain :
- le Huit[76] ;
- le Huit - section Aveyron[76] ;
- le Huit - section Paris[76] ;
- l'amicale des Supporters[76] ;
- Tolosa XV[76] ;
- le 16e homme[76] ;
- le 16e homme - section Corrèze[76] ;
- le 16e homme - section Toulousains 2 Paris[76] ;
- l'Ovalie toulousaine[76] ;
- le Rouge et Noir[76] ;
- les salopettes rouges[76].

C'est aussi grâce à son engagement dans des actions solidaires que le club est tant apprécié. À titre d'exemple, le Stade toulousain soutient le programme Sport Emploi, un programme de la Fondation du Sport qui a pour objectif de favoriser l'accès à l'emploi des jeunes éloignés du marché du travail en mobilisant les compétences et les réseaux des clubs de sport de haut niveau : 5 à 8 jeunes en difficultés d'insertion sont sélectionnés par la mission locale sur leur attrait pour le sport, leur projet professionnel et leur motivation. Ils vont alterner pendant trois mois stage en entreprise et périodes de formation au sein du club, avec l'emploi comme objectif commun.
Le Stade toulousain propose un rassemblement d'enfants nommé "Le Petit Cop" : à chaque match à domicile, une partie de la tribune est réservée aux enfants âgés de 6 à 12 ans qui peuvent assister, gratuitement, au match de rugby. Encadrés par des animateurs, les enfants découvrent l'ambiance des matchs de rugby et participent aux différentes activités proposées pour promouvoir l'état d'esprit de ce sport.

### Mascotte

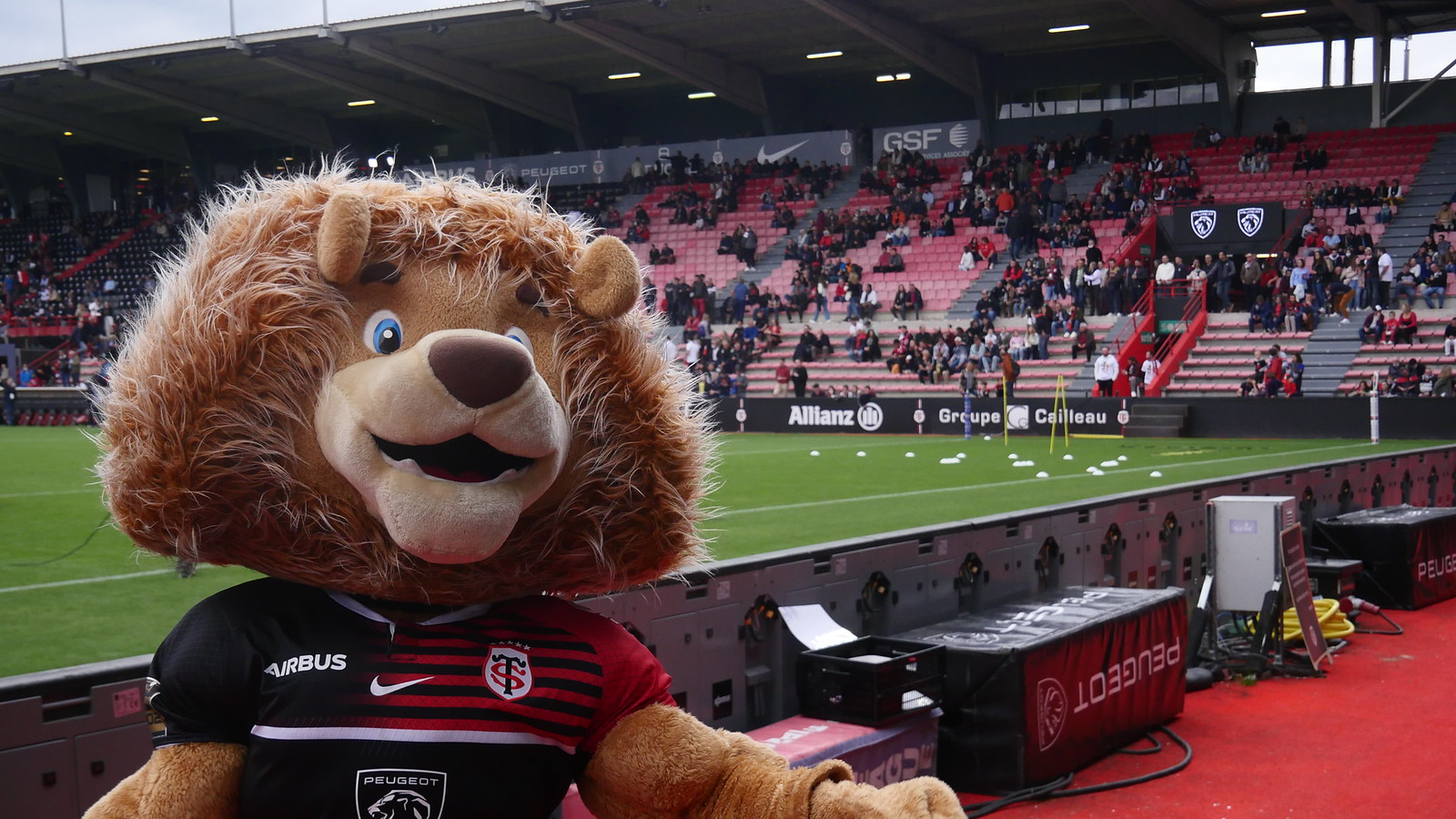
Ovalion, mascotte du Stade Toulousain, en 2021.

La mascotte du Stade toulousain est un lion baptisé Ovalion. Elle a été changée le 23 avril 2011 avant un match opposant le Stade toulousain au CSBJ par une nouvelle mascotte, Ovalion 2.

### Sponsors et équipementier
Sponsors du Stade toulousain (en 2023):
- Airbus
- Peugeot
- Fiducial
- Actual group.

- Équipementier sportif

Le club est équipé par Nike.

## Sections diverses du club

### École d'arbitrage
L'école d'arbitrage du Stade toulousain a été créée en 2005 au sein de l'association. Elle intègre des joueurs de l'école de rugby et des jeunes officiels dans le but de parfaire leur connaissance du jeu et des règles. Cette structure est animée par des arbitres-formateurs du club.
Participant chaque année au Concours de découverte de l'arbitrage, l'école d'arbitrage été sacrée championne de France en 2008, en 2012, en 2015 et en 2018, terminant respectivement devant les écoles d'arbitrage de Pau, de Narbonne (en 2012 et 2018), et de Clermont-Ferrand.
L'école d'arbitrage du Stade Toulousain est très dynamique, elle est considérée comme l'une des meilleures de France.

### Féminines
Créé en 2014 sur les bases de l'Avenir fonsorbais rugby féminin, qui évoluait alors en Élite 2 Armelle-Auclair, le Stade toulousain rugby féminin accède en Élite 1 à l'issue de sa première saison, et s'y est maintenu depuis. En 2017, le Stade toulousain rugby féminin intègre officiellement l'association pour en être la section féminine.

### Autres sections
Le Stade toulousain dispose d'importants moyens et chapeaute d'autres sections sportives, telles que le club de tennis (dont les installations sont voisines du stade Ernest-Wallon), de baseball, le basketball et le football australien. Il existe également une structure de handisport (rugby-fauteuil), mais aussi d'athlétisme, de cyclisme, de golf, de natation, d'arts martiaux, d'escrime, de football australien, et de pelote basque.